# Villa Vizcaya
Le musée et les jardins Vizcaya (officiellement en anglais Vizcaya Museum and Gardens), anciennement la villa Vizcaya, est un édifice construit dans le style d'une villa nord italienne du XVIe siècle. Il est localisé à Coconut Grove un quartier près du centre de Miami en Floride aux États-Unis.
Le bâtiment a été réalisé comme résidence d'hiver pour l'homme d'affaires James Deering,. Le comté de Miami-Dade possède maintenant la propriété qui est ouverte au public.

## Étymologie
Le nom Vizcaya dérive de celui de la province basque espagnole de Biscaye. En effet, l'habitation domine la baie de Biscayne (Biscayne Bay) tandis que la Biscaye domine le golfe de Gascogne. Ce nom signifierait en basque « lieu surélevé »,.

## Histoire
Le terrain s'étendait sur 72,8 hectares et devait accueillir une habitation principale, différents jardins et un village entier au service de la propriété. La maison principale fut construite entre 1914 et 1916 tandis que la construction des jardins se prolongea jusque dans les années 1920. Les matériaux de construction parfois originaires d'Europe (pour garder le style originel) étaient parfois difficiles à trouver à cause de la Première Guerre mondiale. Le bâtiment combine ainsi du marbre d'Europe et des pierres calcaires de Floride. Les plantes du jardin italien ont été choisies pour pouvoir résister aux conditions climatiques tropicales de la région. L'architecte des bâtiments du projet était F. Burrall Hoffman tandis que les jardins furent imaginés par l'architecte paysagiste Diego Suarez,. L'habitation ressemble ainsi à la Villa Rezzonico située à Bassano del Grappa,,.
Deering vécut dans la villa Vizcaya de 1916 jusqu'à sa mort en 1925. En 1945, les descendants de Deering offrirent une partie des terres à l'archidiocèse de St. Augustine et à un hôpital. Le terrain comprenait toutefois encore la maison principale, une partie des jardins et le village. Ceux-ci furent vendus au comté de Miami-Dade,. 
La villa Vizcaya  fut ouverte au public en 1953 en tant que « Dade County Art Museum ». En 1994, elle fut classée en tant que National Historic Landmark. Elle fut ensuite renommée en « Vizcaya Museum and Gardens ». Le terrain s'étend aujourd'hui sur 20 hectares et accueille un jardin botanique. Le musée contient 70 pièces décorées d'objets datant du XVe siècle au XIXe siècle,.
En 2004, le comté de Miami a alloué près de 50 millions de dollars pour restaurer la villa Vizcaya. La beauté de la maison est toutefois menacée à la suite du développement urbanistique autour de celle-ci.

## Culture populaire
La villa Vizcaya a été choisie pour accueillir la rencontre entre le Président Ronald Reagan et le pape Jean-Paul II  lors de sa visite de septembre 1987,.
La villa Vizcaya a été choisie comme décor pour le tournage de nombreux films. Des prises autour de la maison ont ainsi été réalisées pour les films Ace Ventura, détective pour chiens et chats,, L'Enfer du dimanche (Any Given Sunday), Bad Boys 2, Les Naufragés du 747 (Airport '77) et Une baraque à tout casser (The Money Pit).

## Galerie

Extérieur
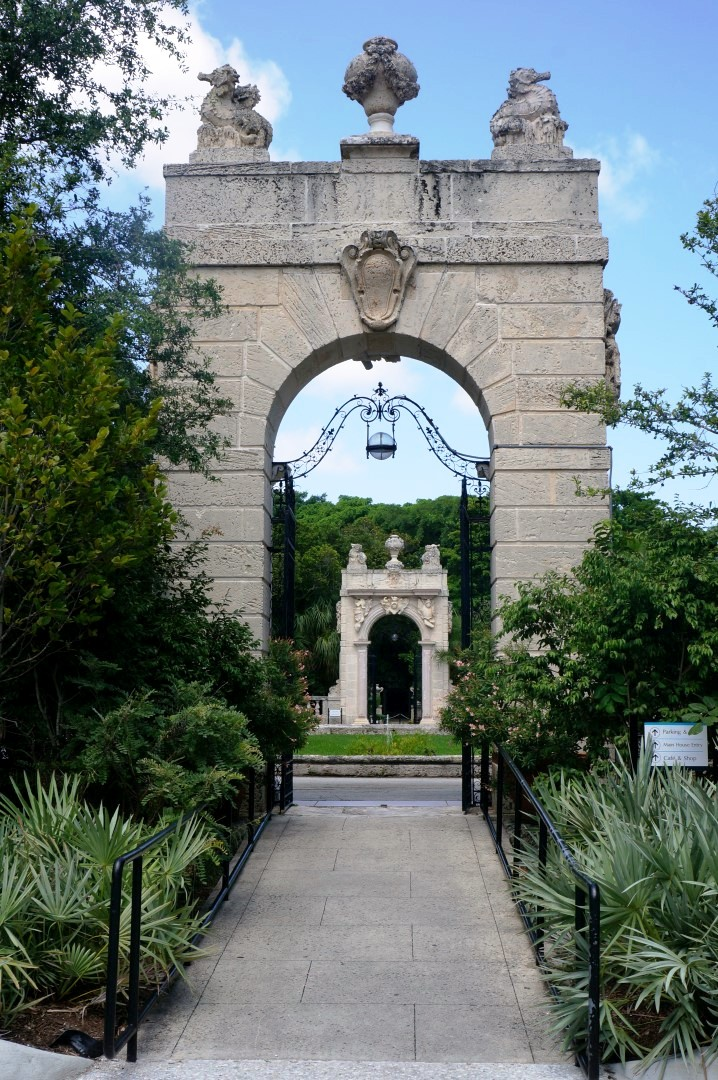
Entrée
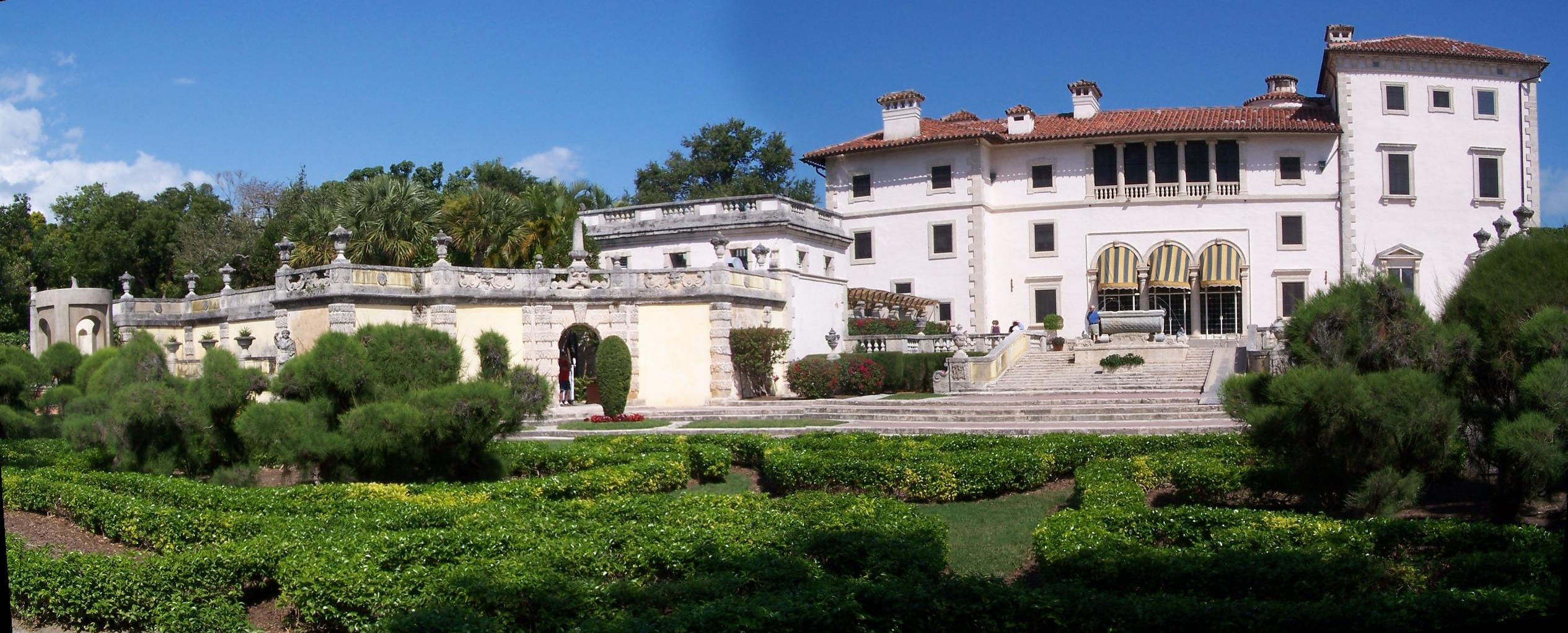
Vizcaya à partir des jardins situés au sud
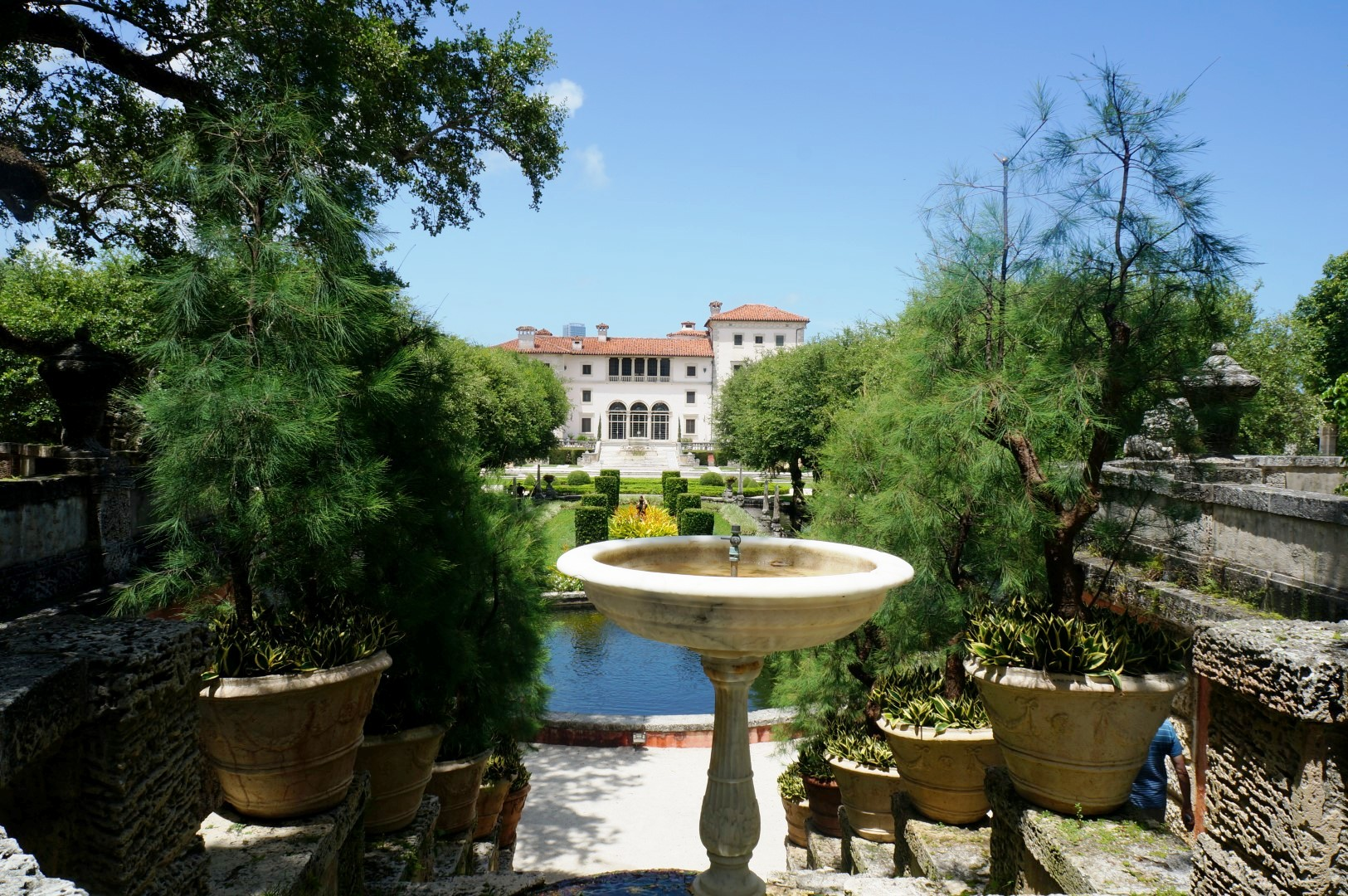
Vue du jardin
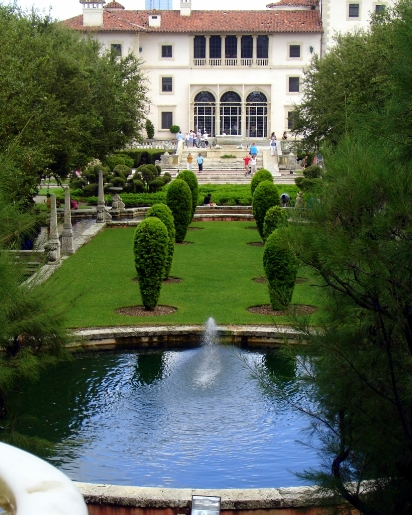
Vue du jardin
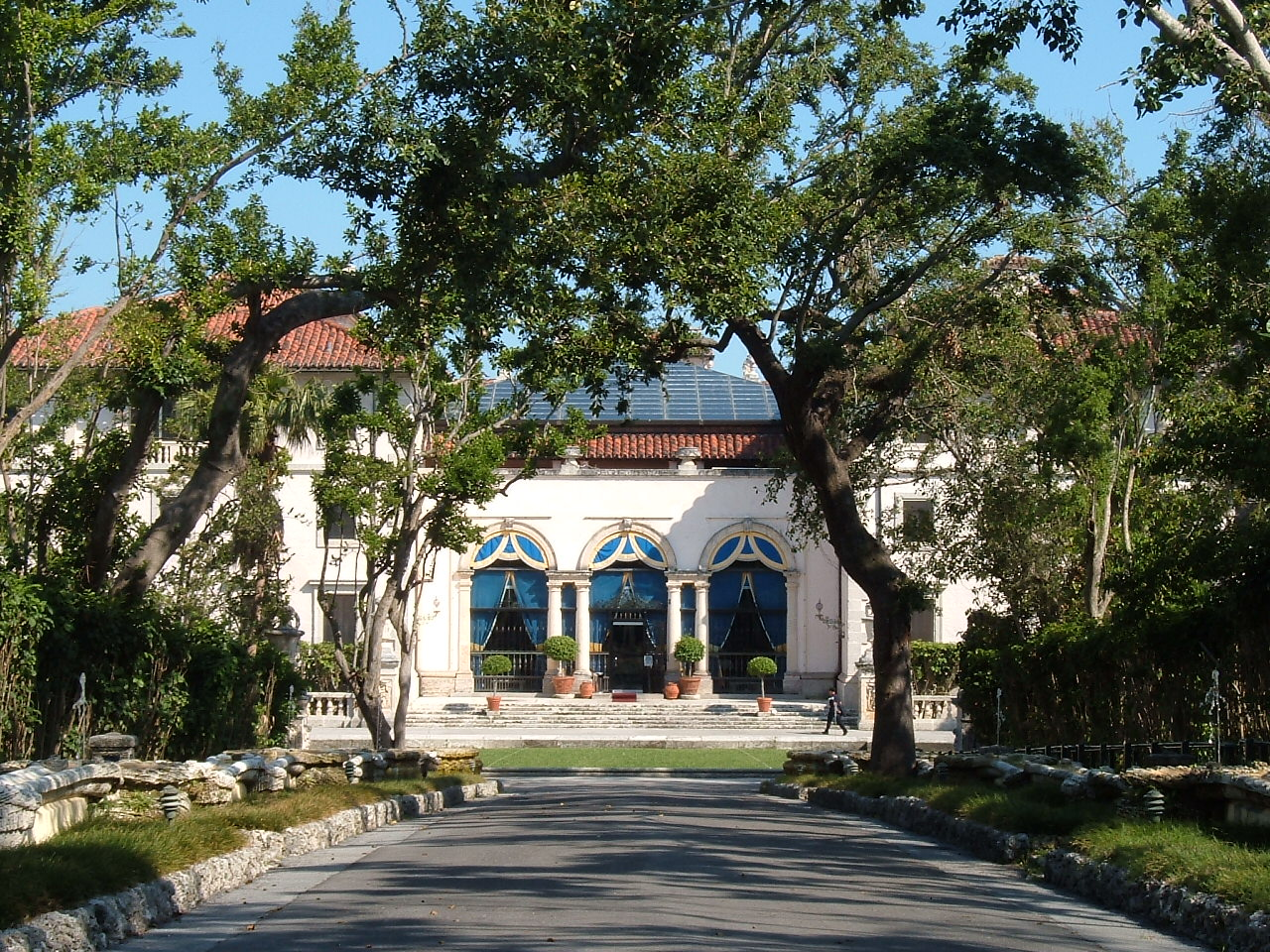
Vizcaya et ses jardins
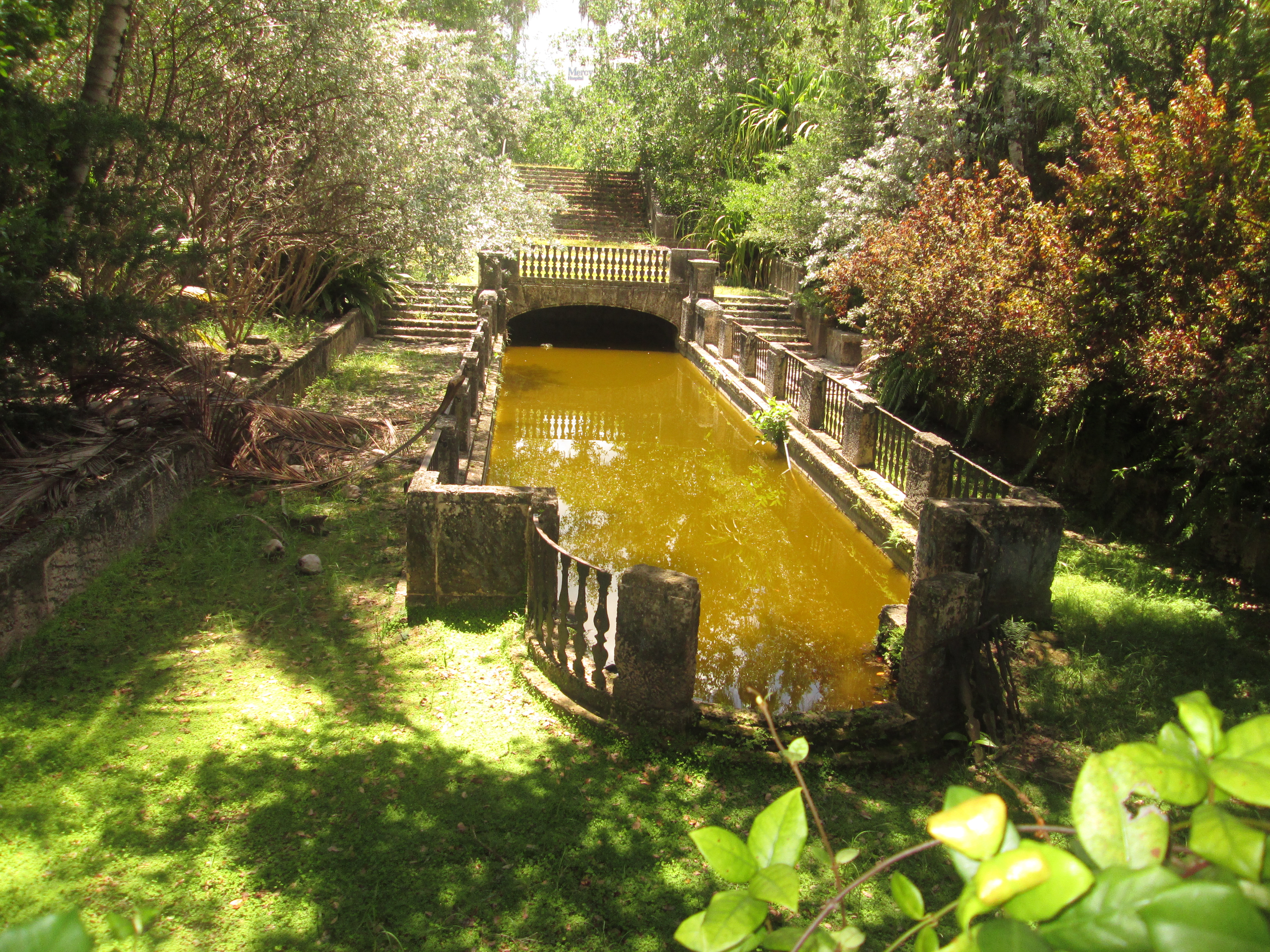
Le jardin secret
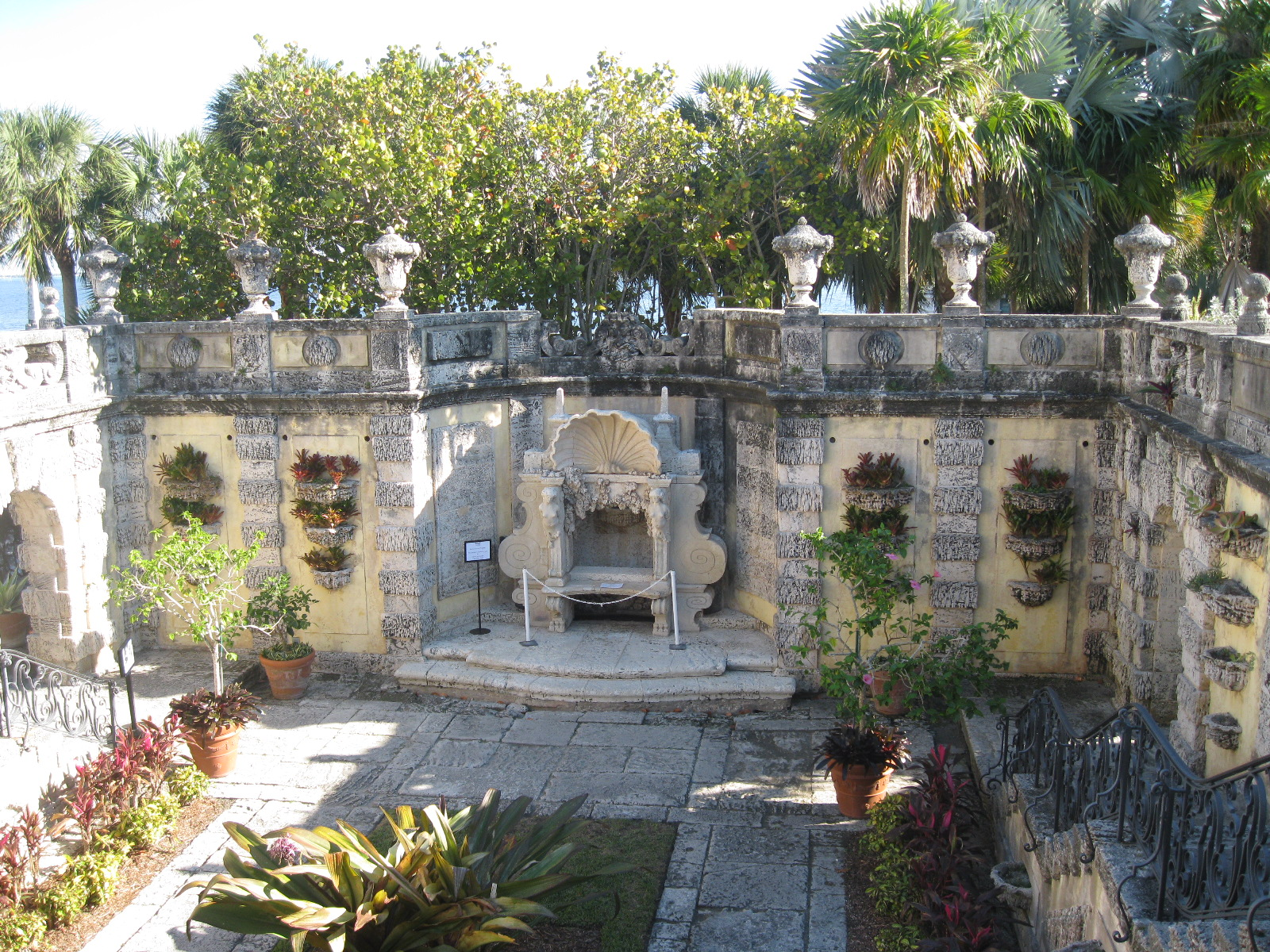
Patio au coquillage
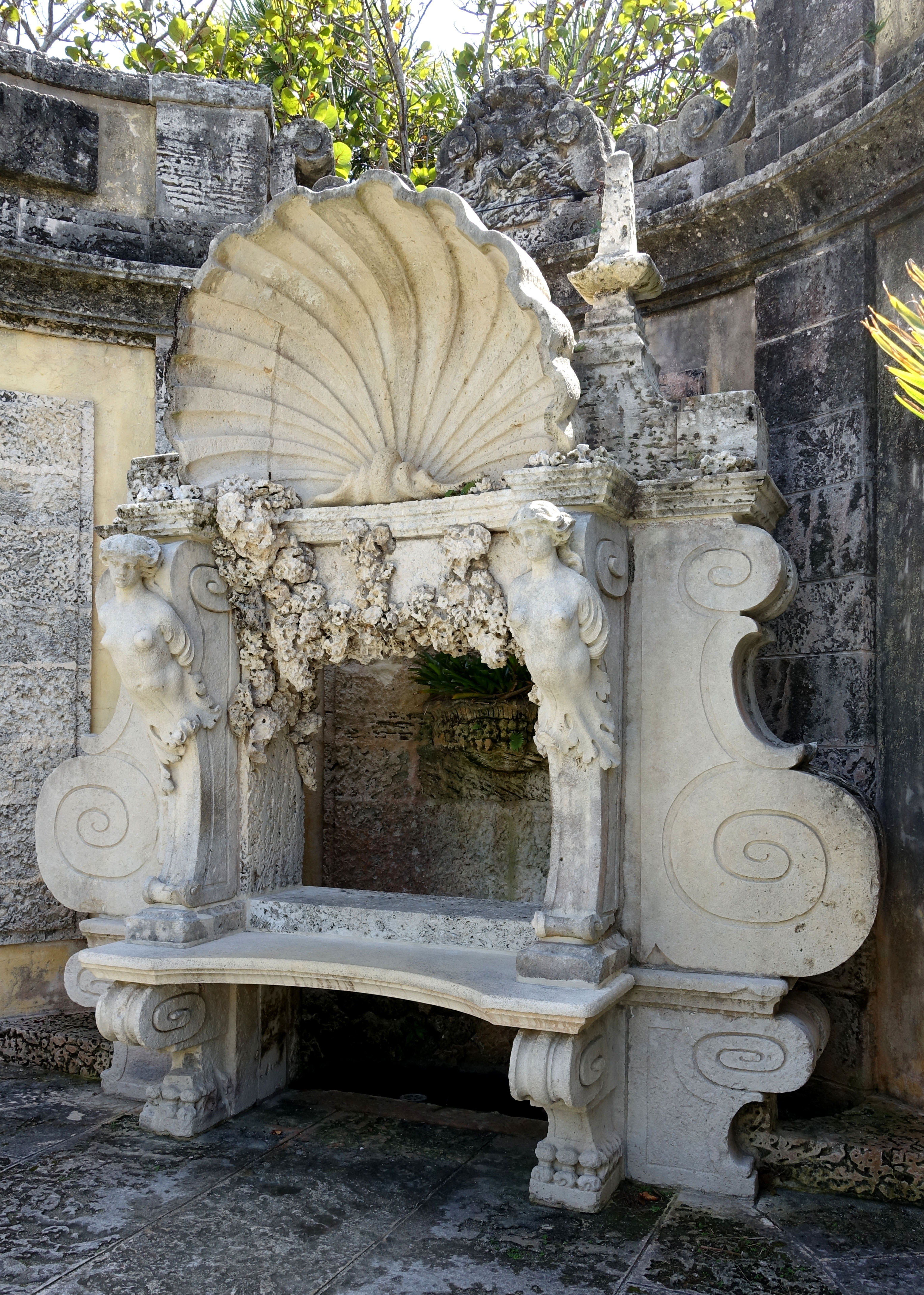
Banc du patio au coquillage
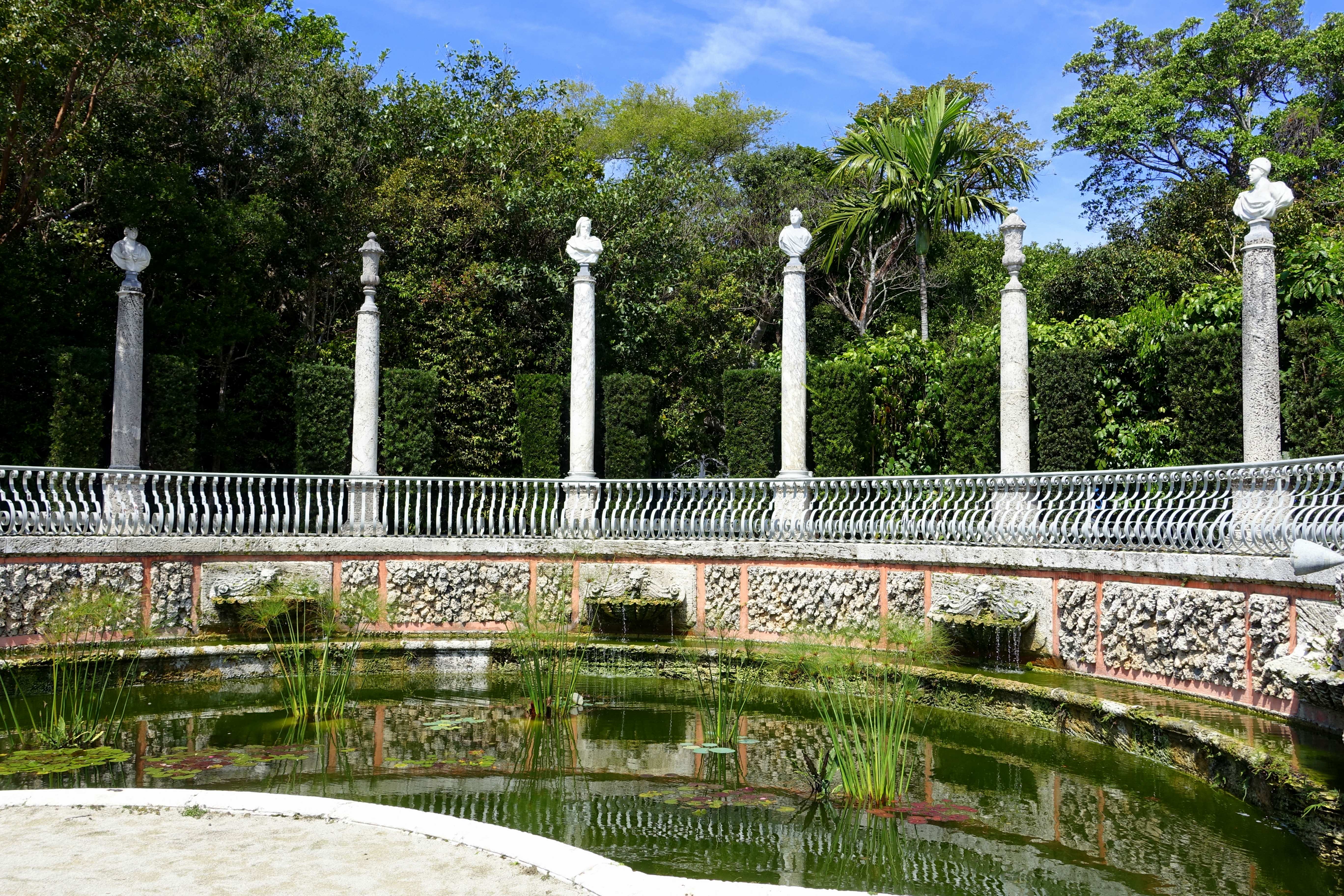
Bustes et bassin
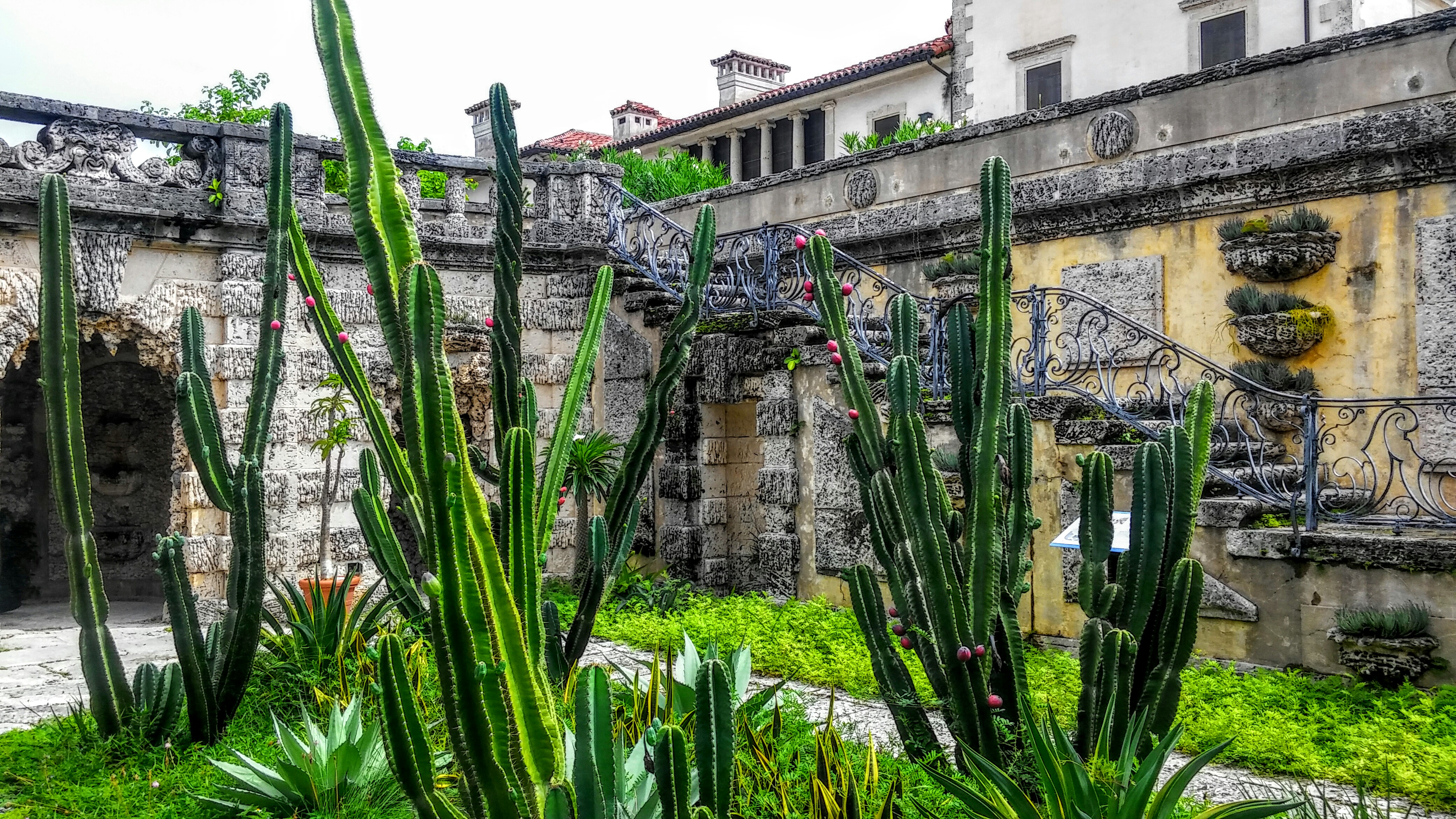
Le petit jardin
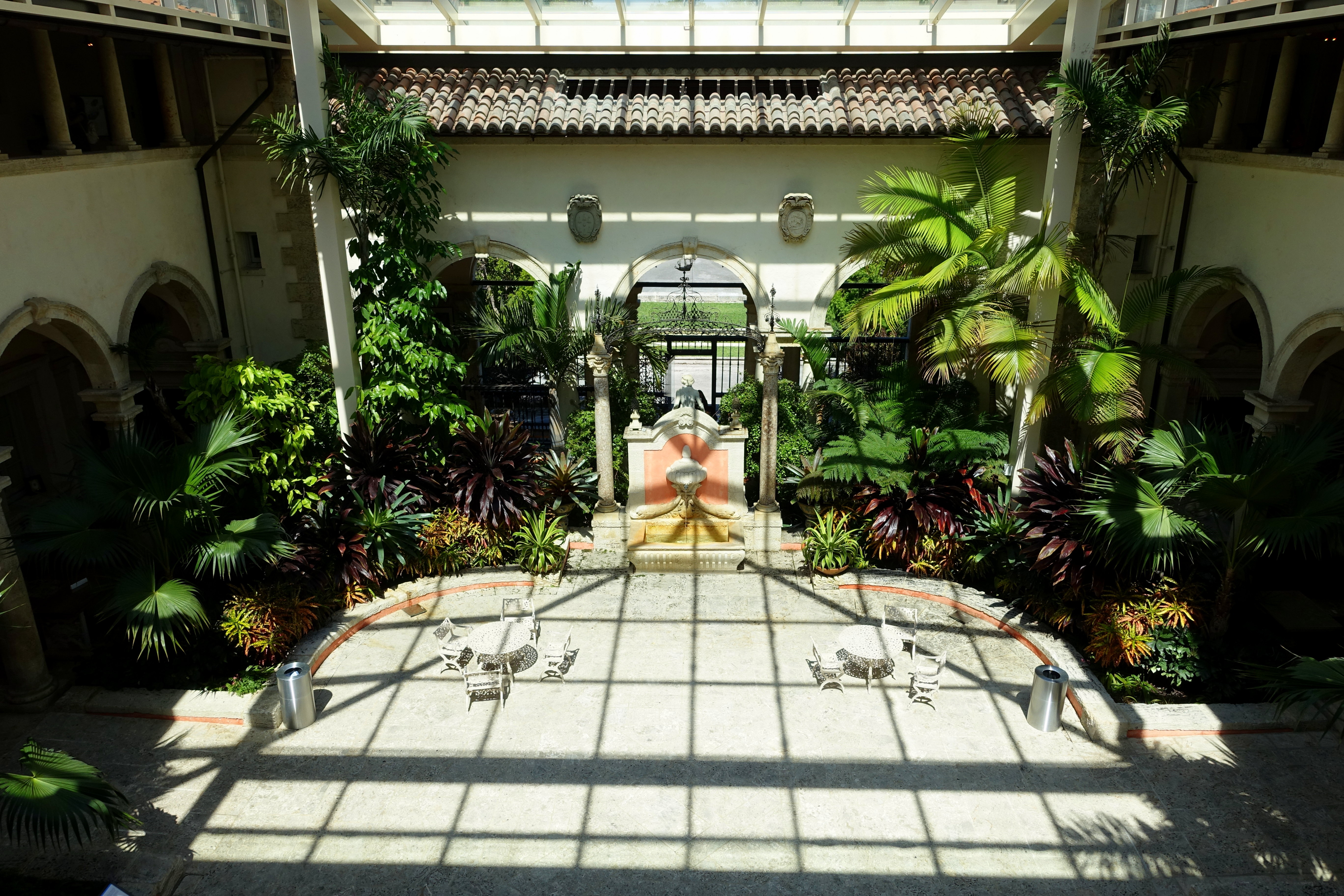
Cour intérieure
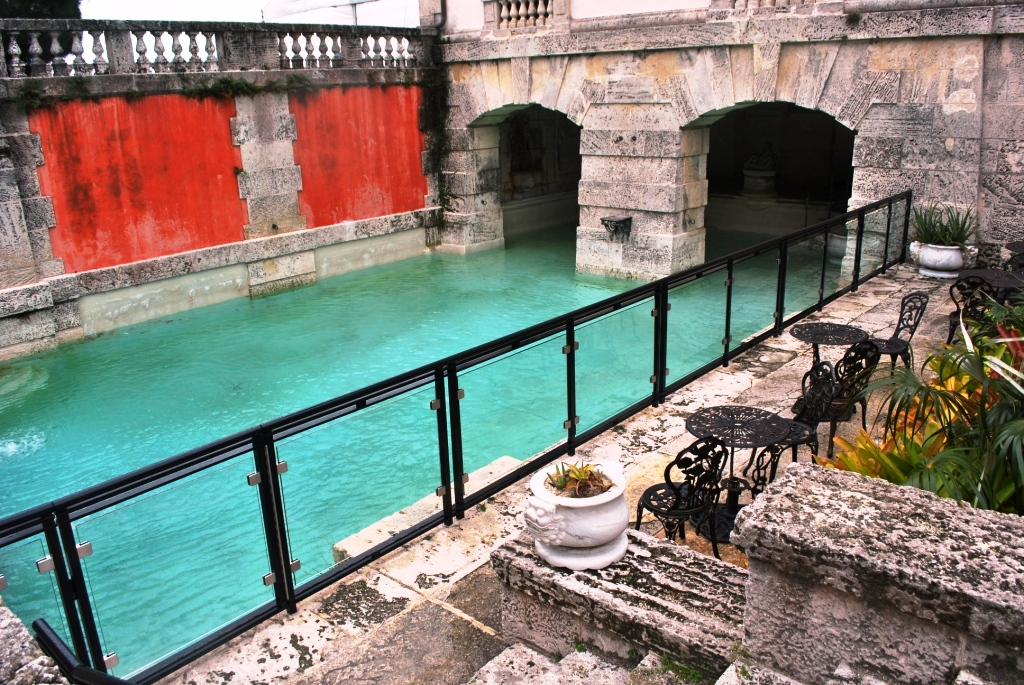
Piscine
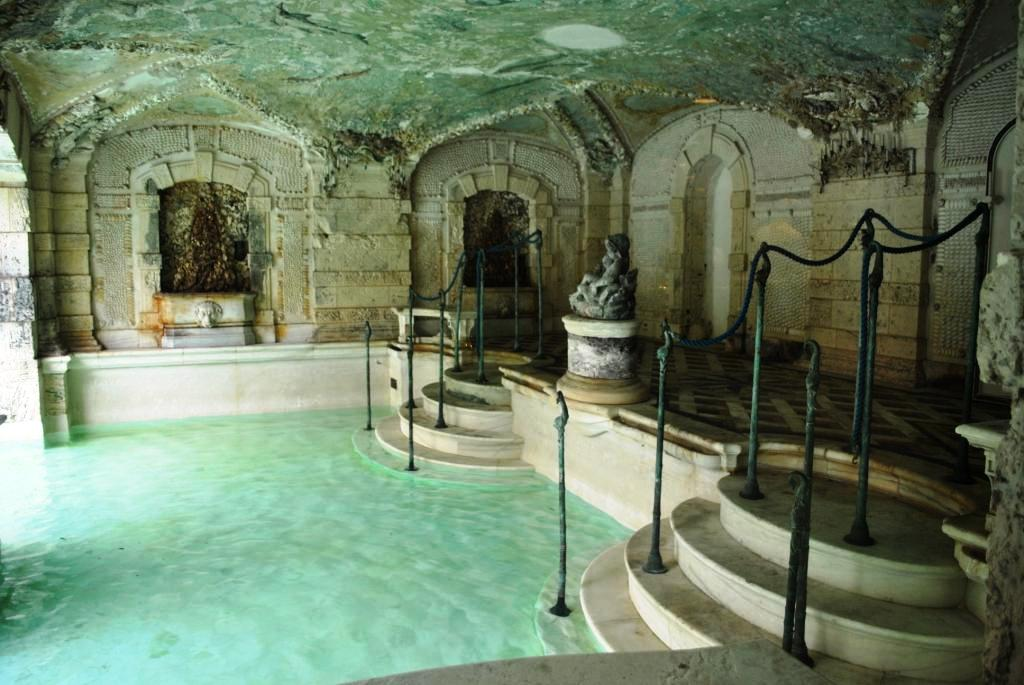
Piscine

Approche par l'eau
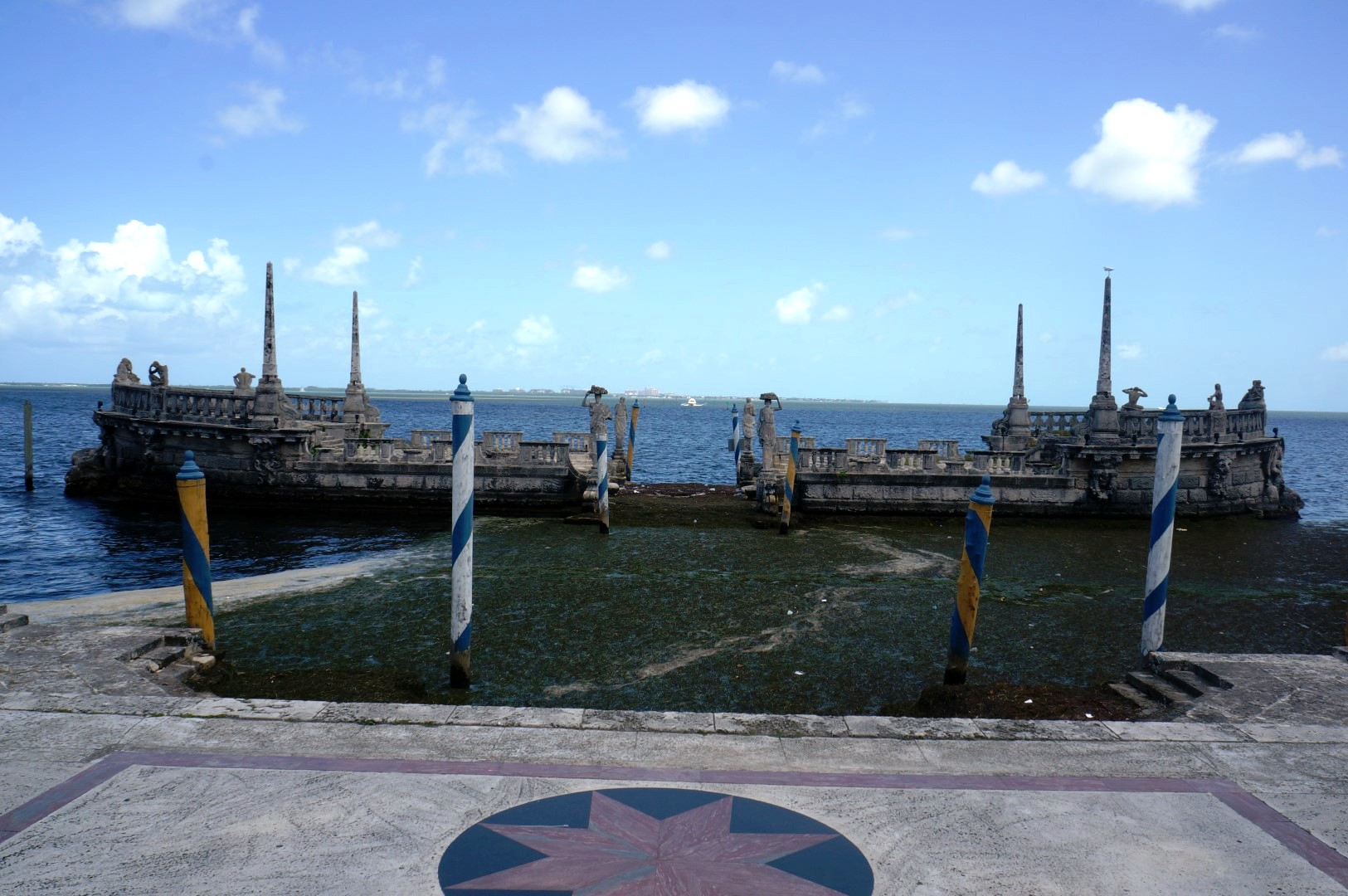
Débarcadère
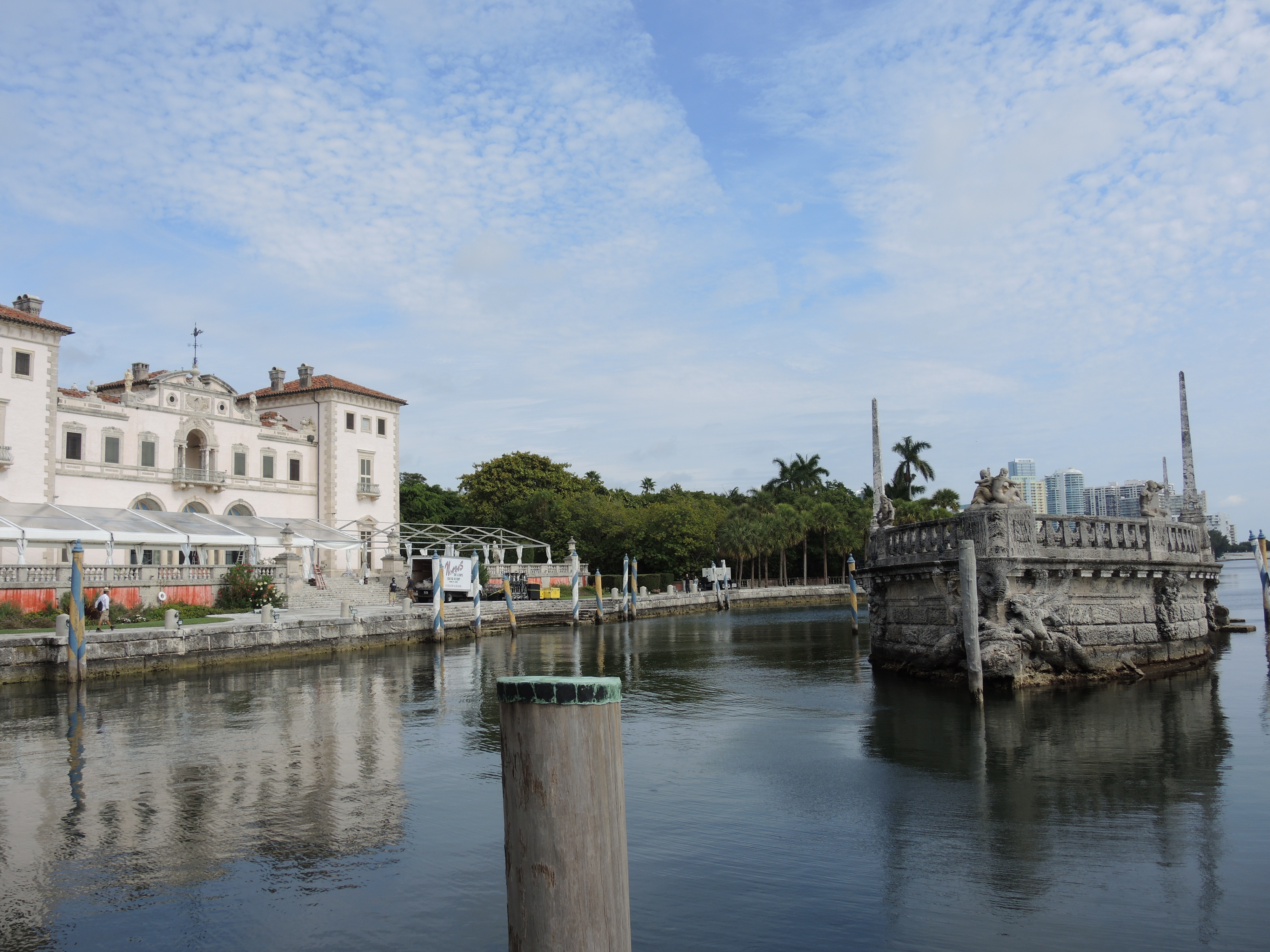
Débarcadère
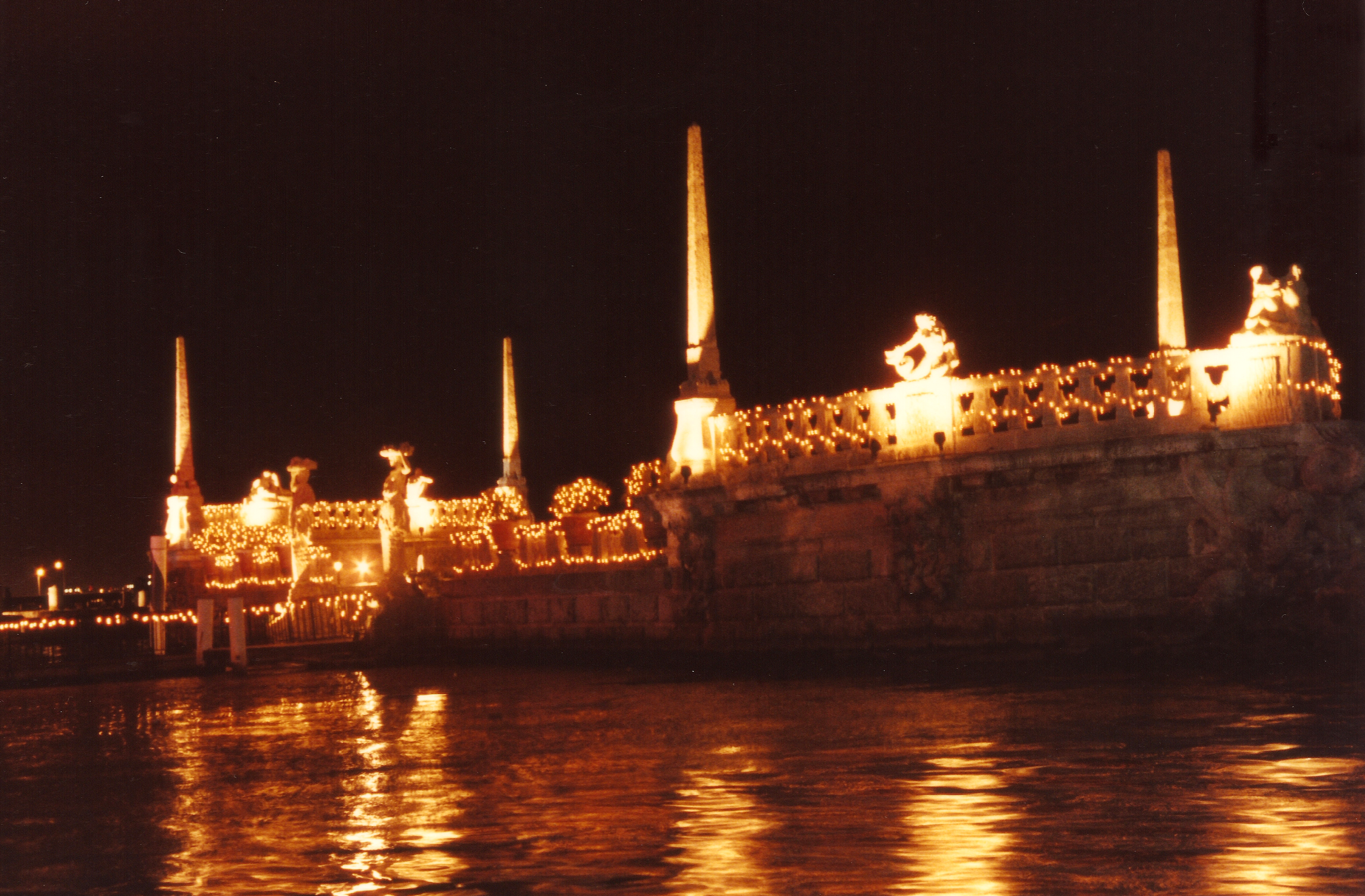
Débarcadère la nuit
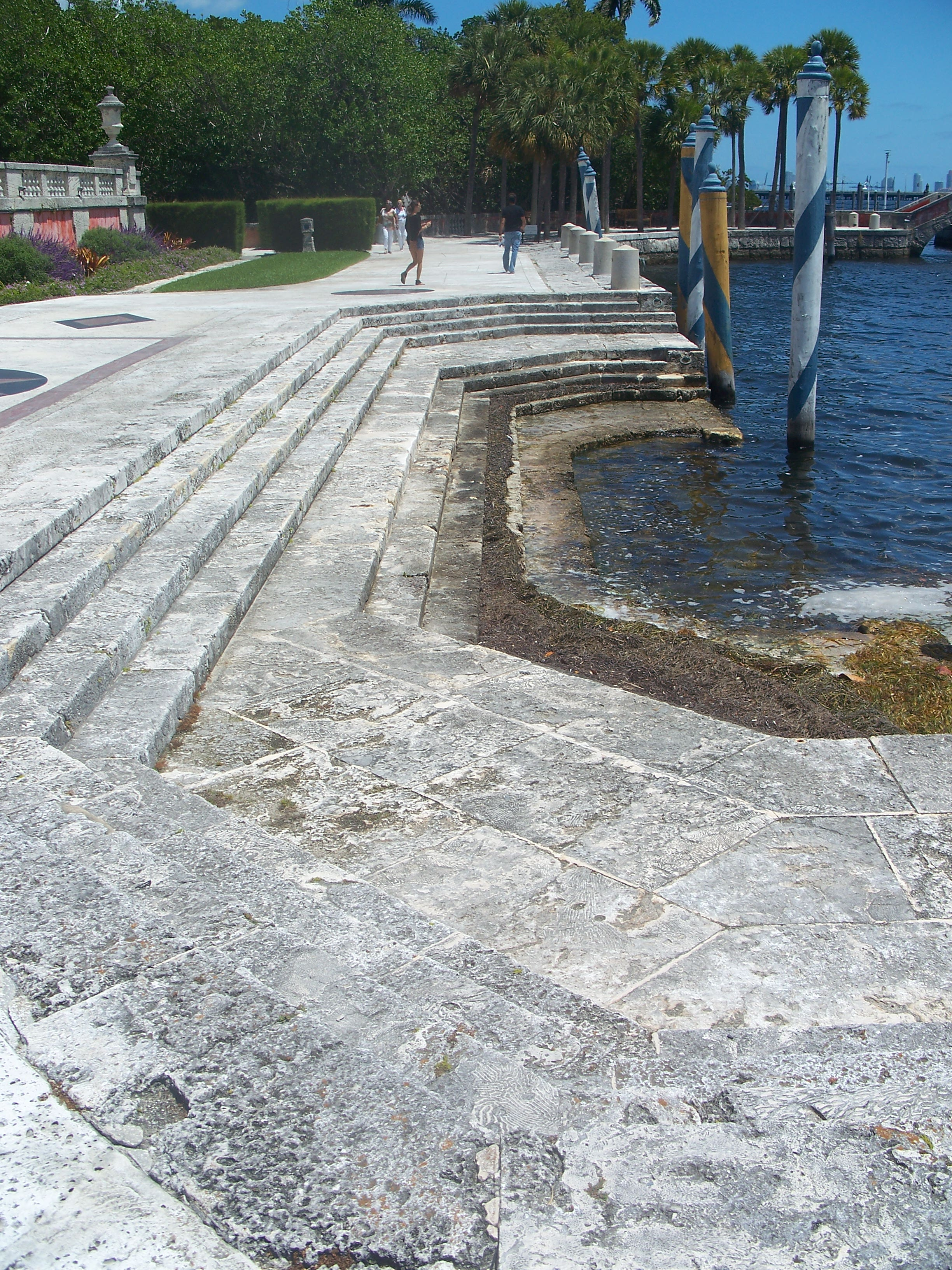
Les marches du débarcadère
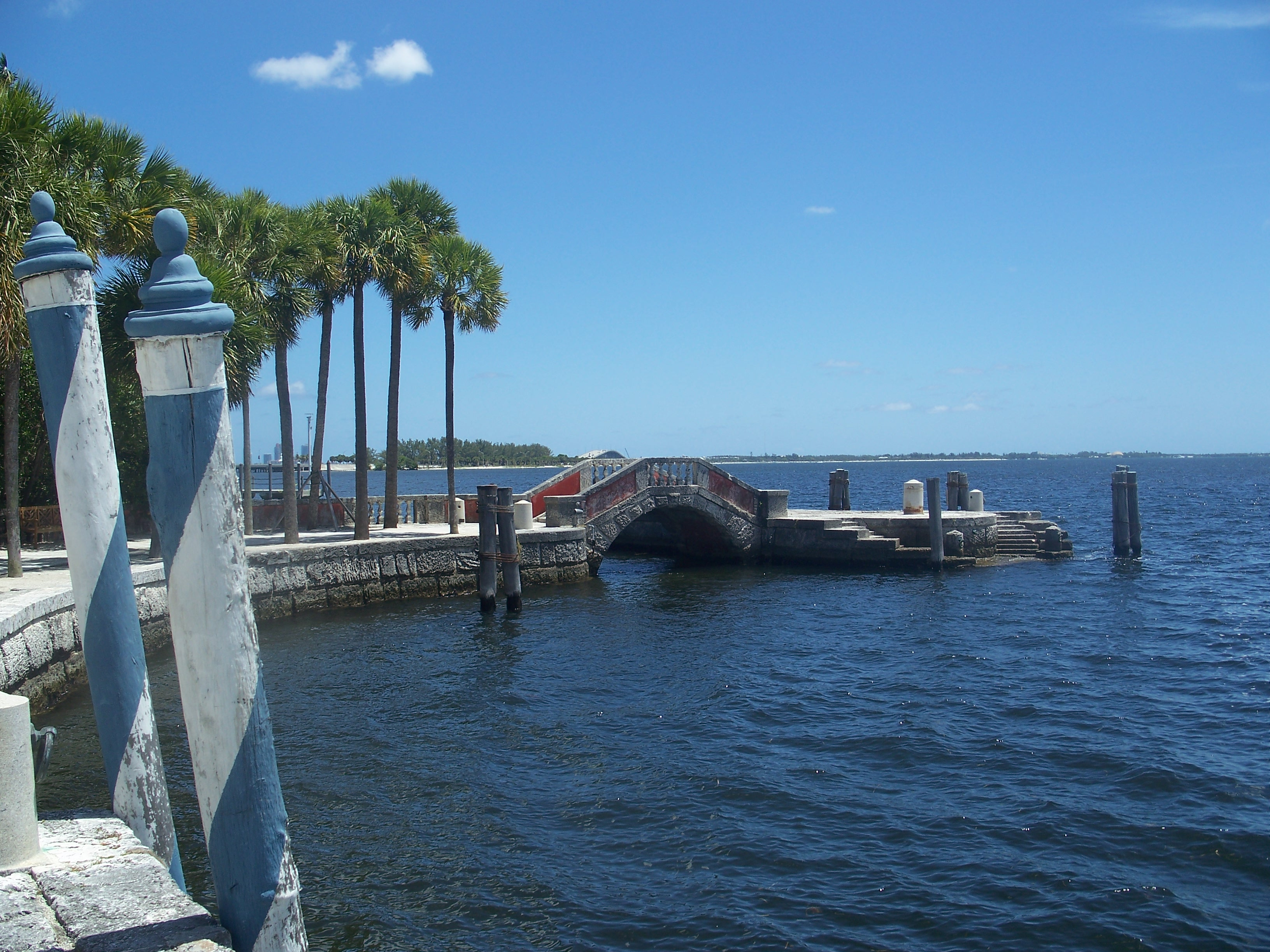
Débarcadère
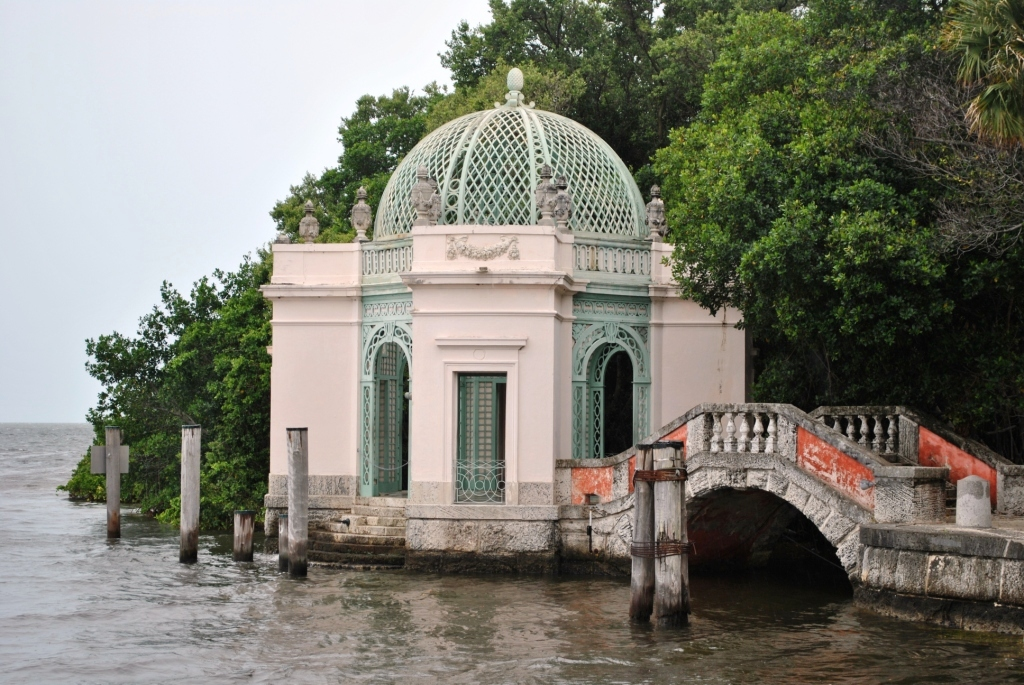
Gloriette

Intérieur
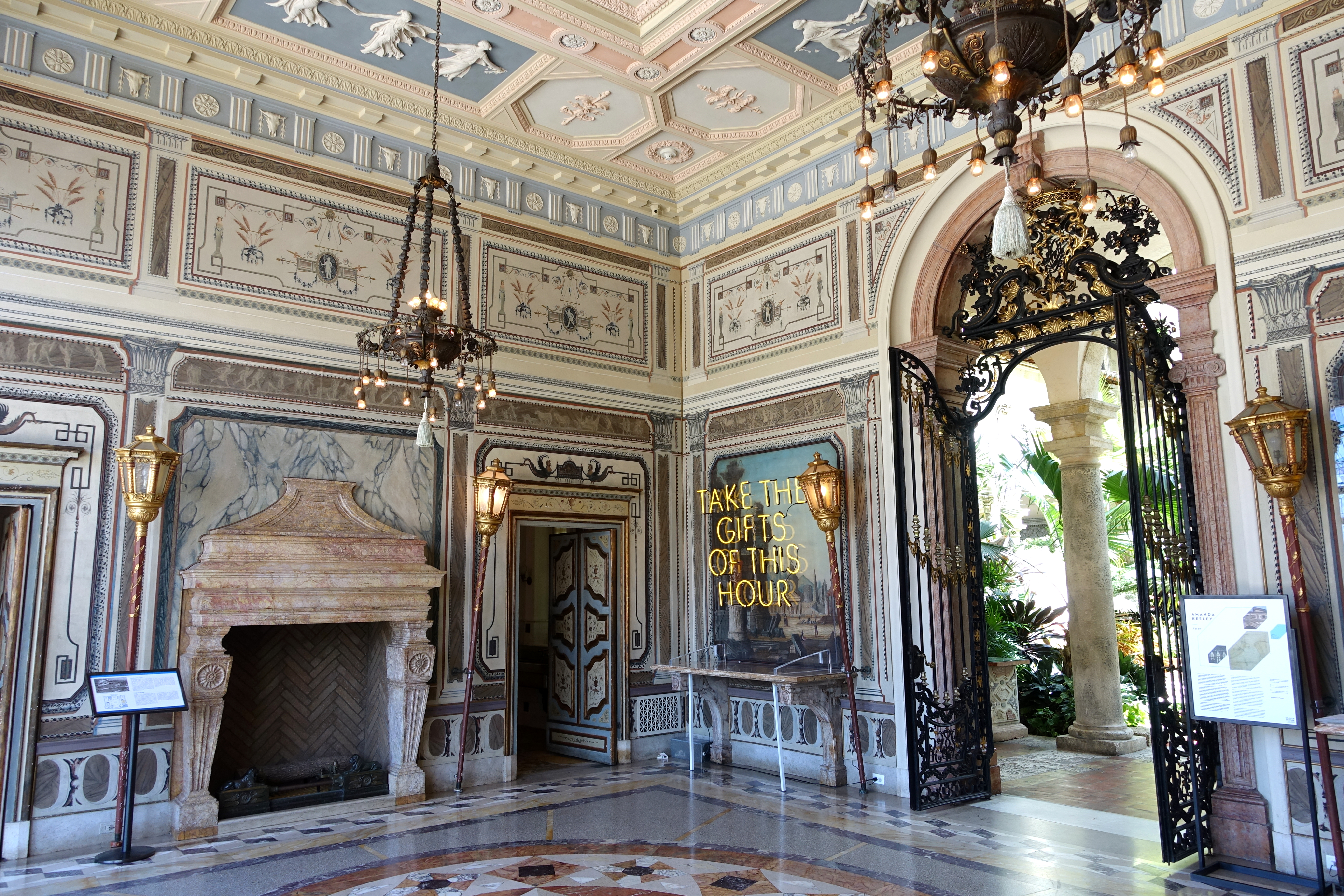
Loggia
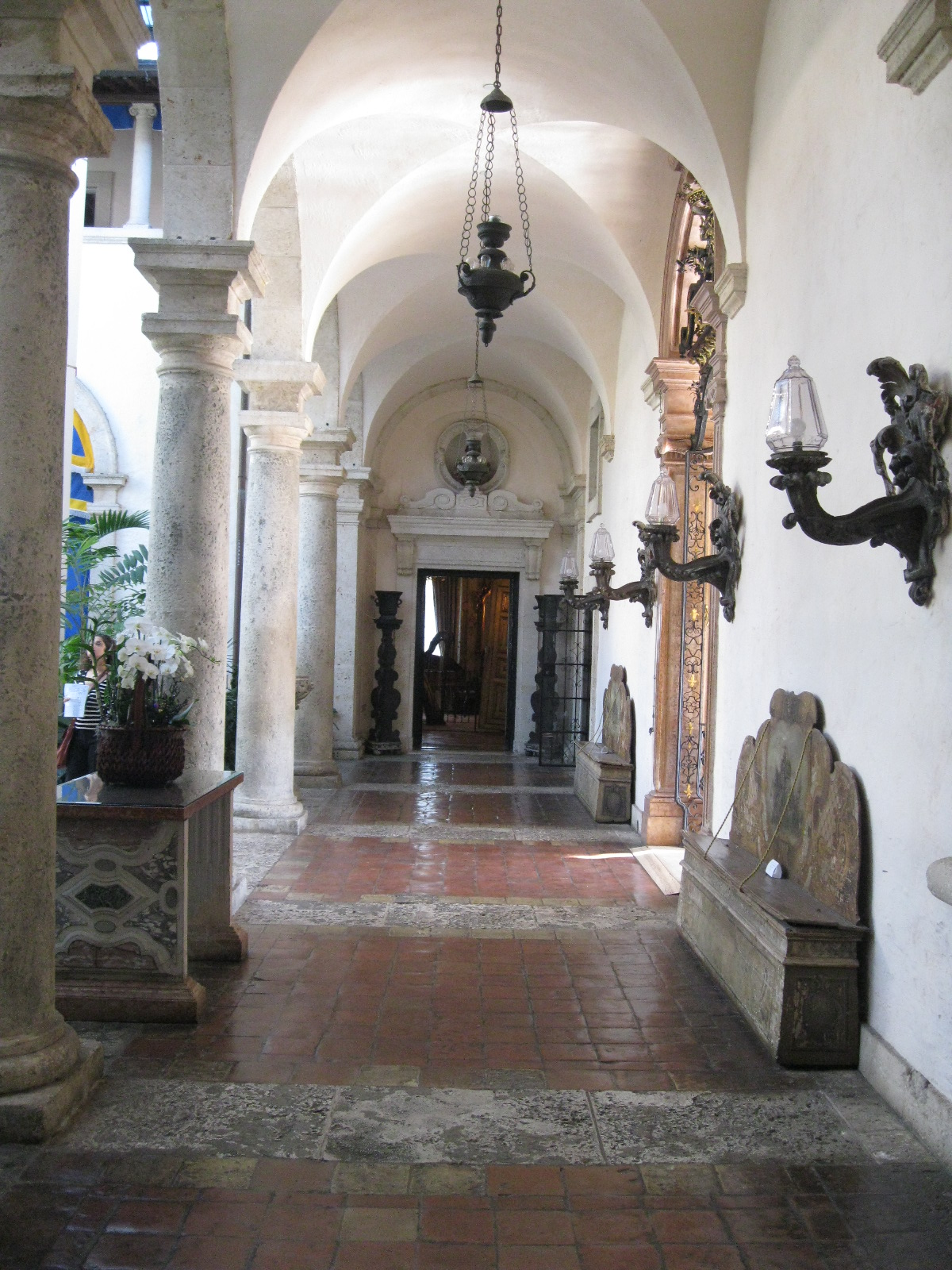
Hall ouvert sur le jardin
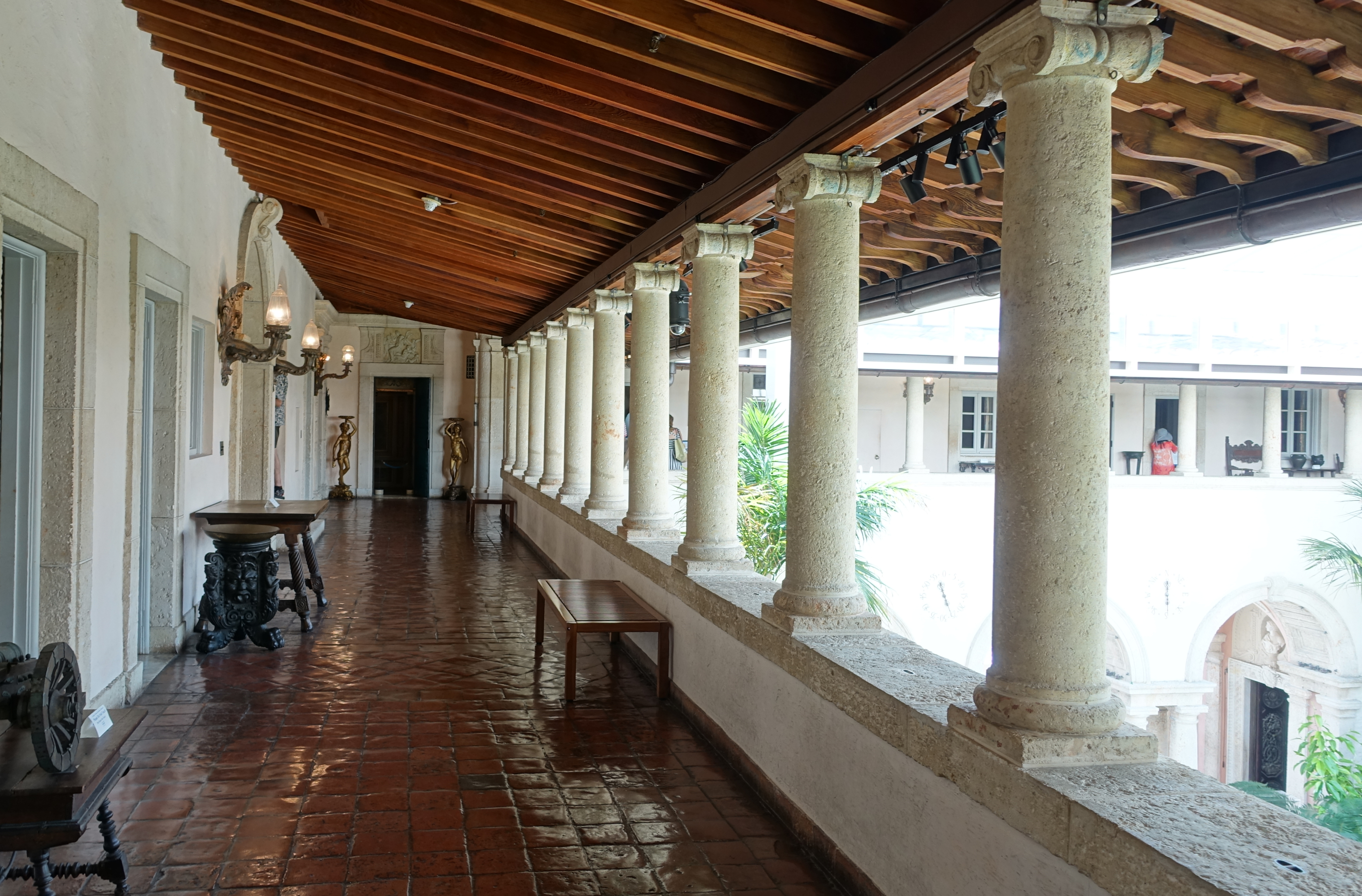
Galerie
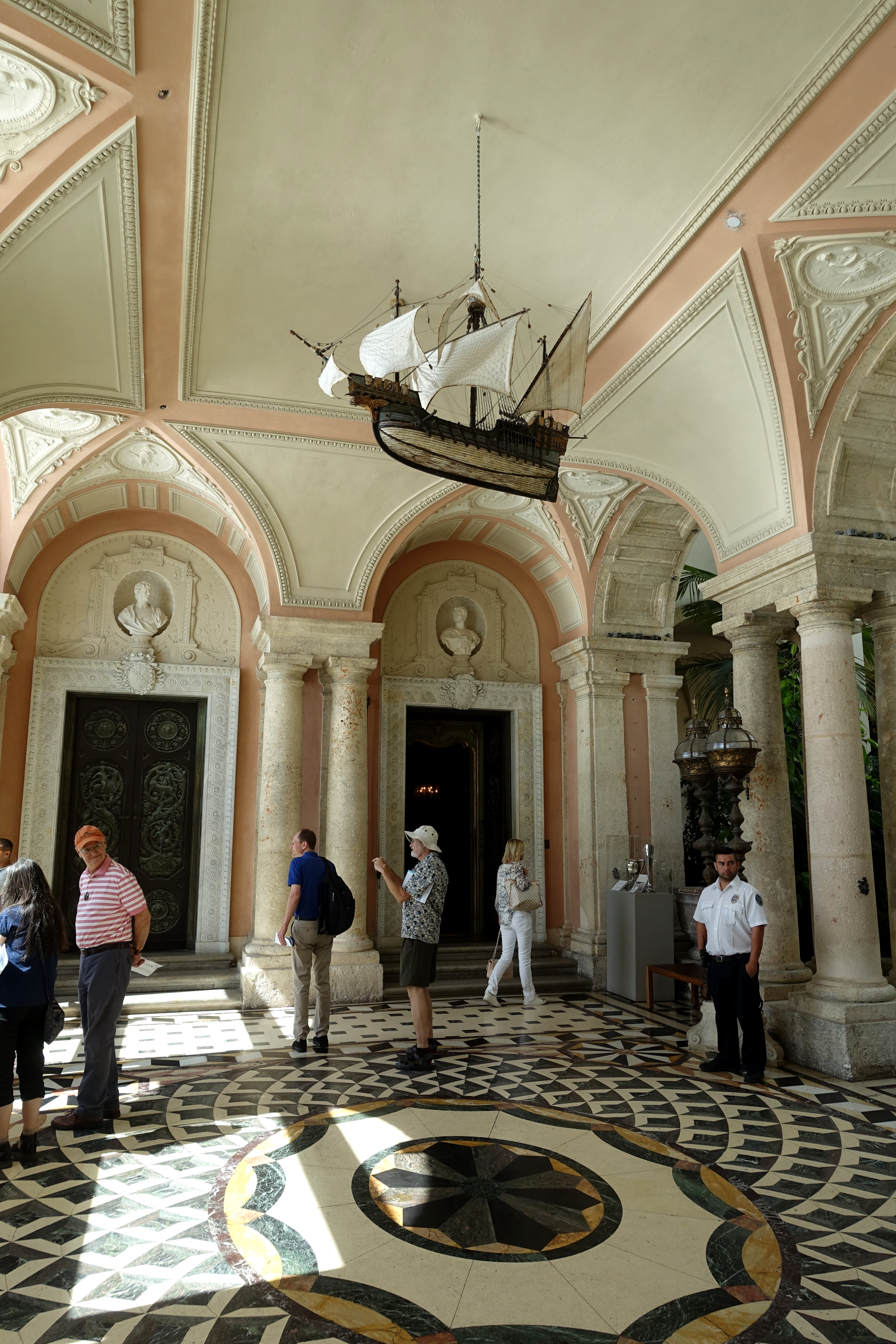
Loggia est
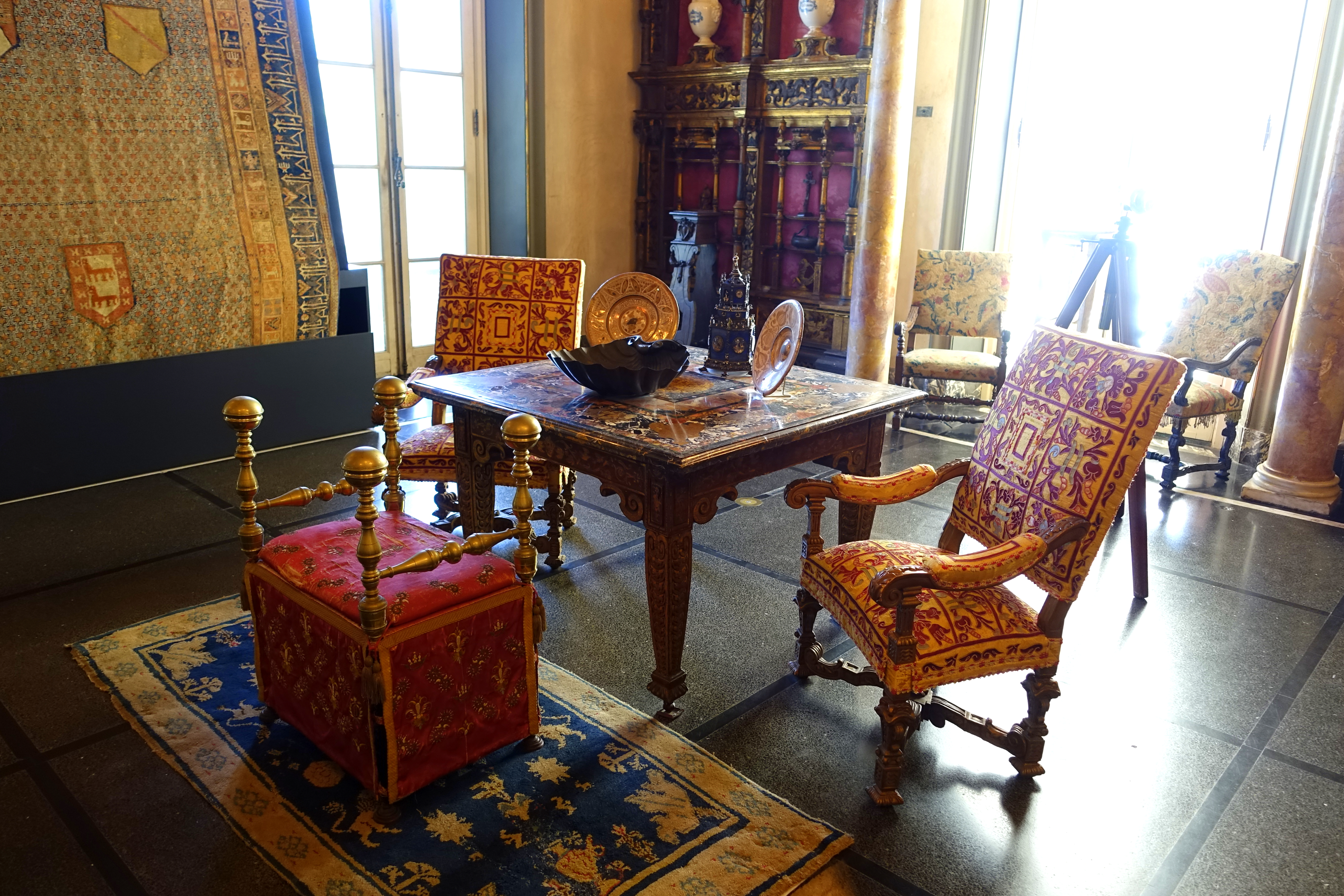
Salon
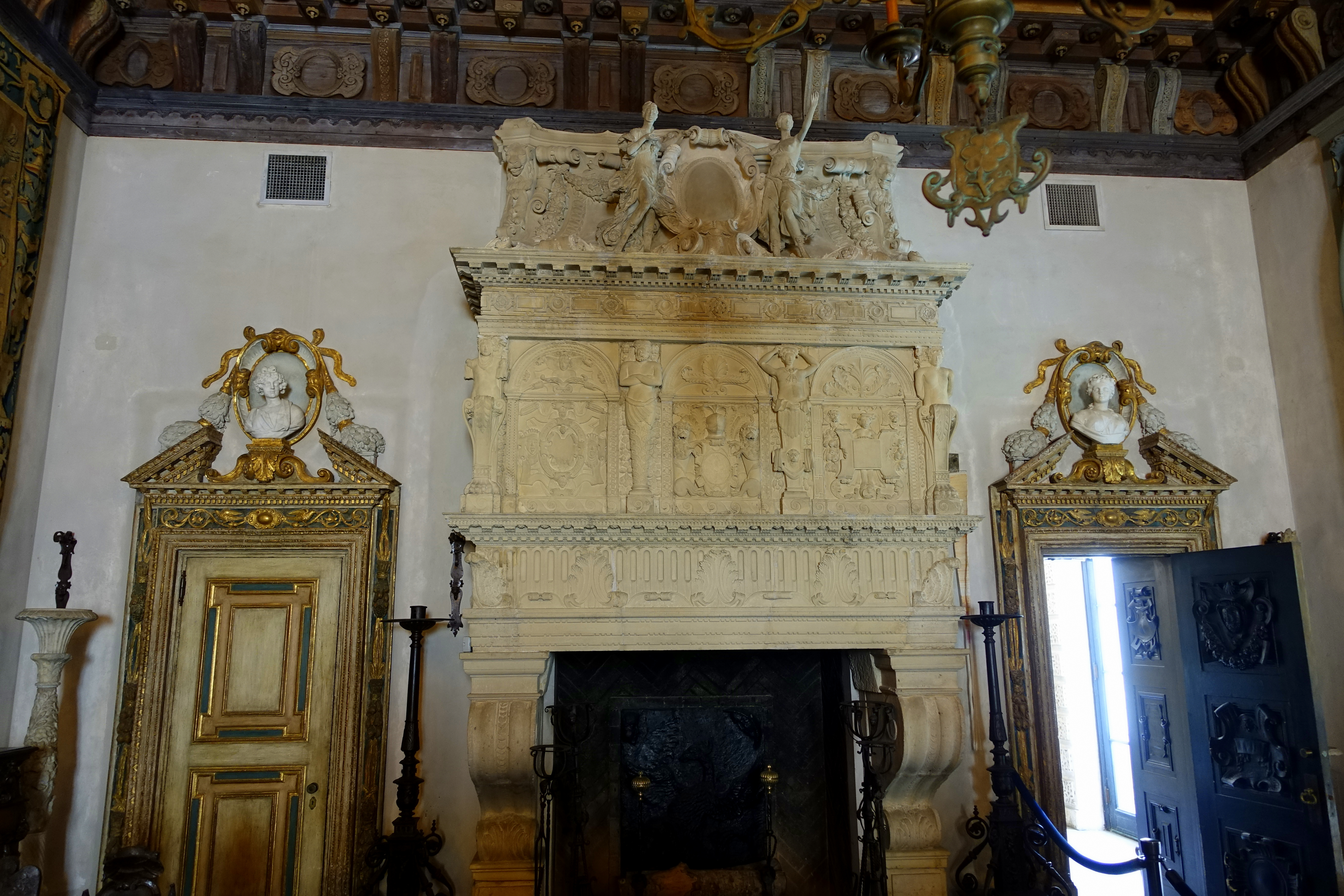
Cheminée du salon
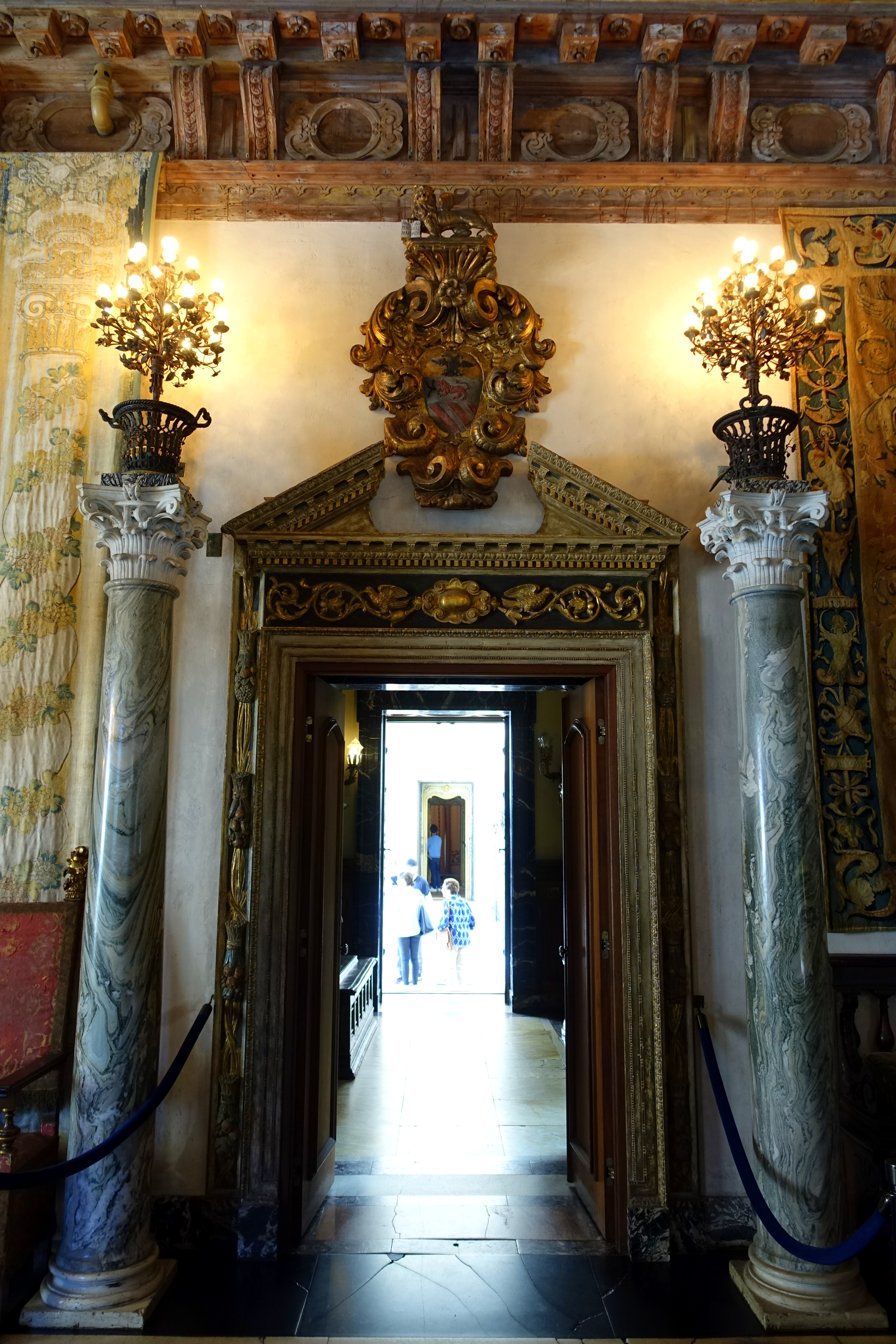
Passage du salon
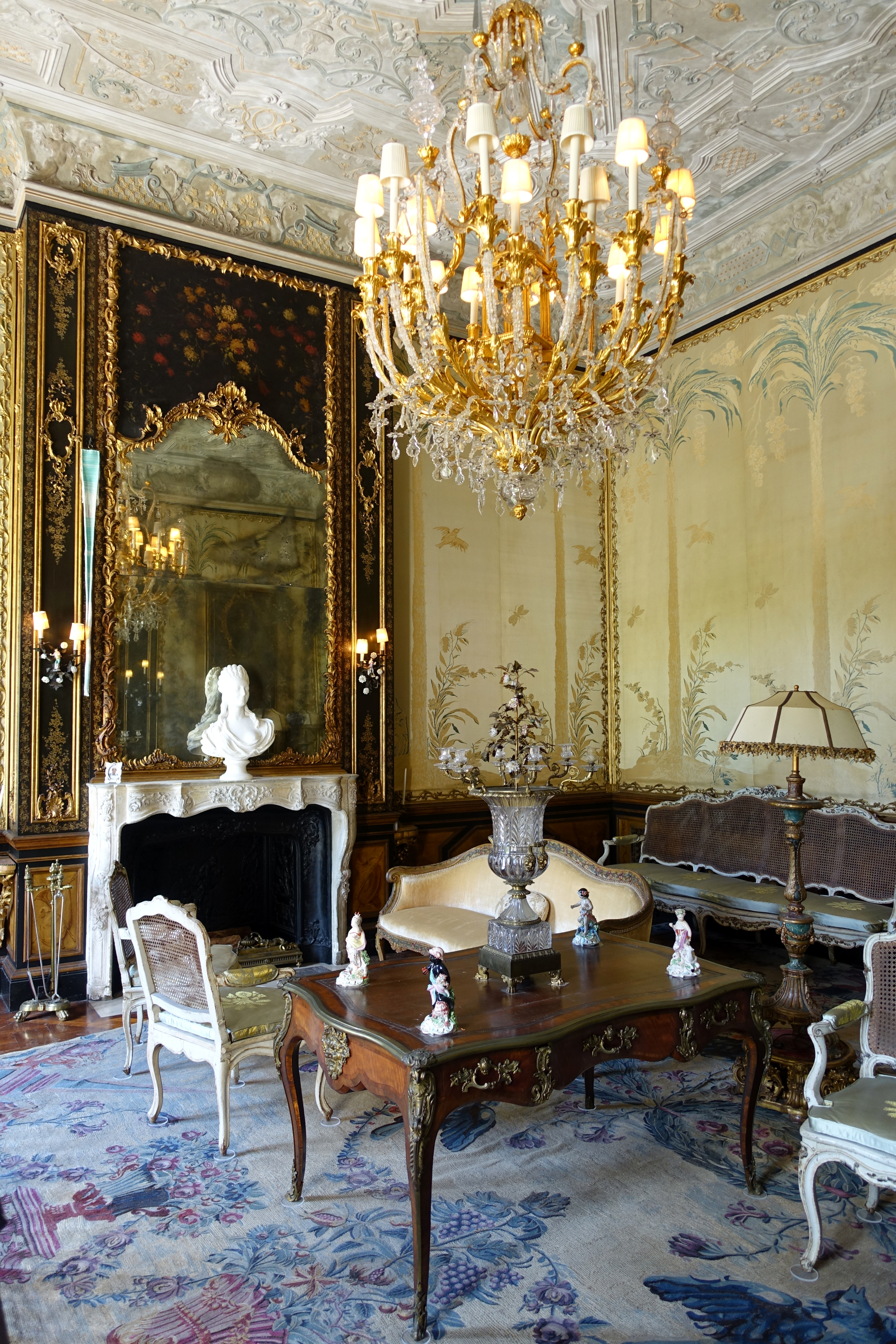
Salon de réception
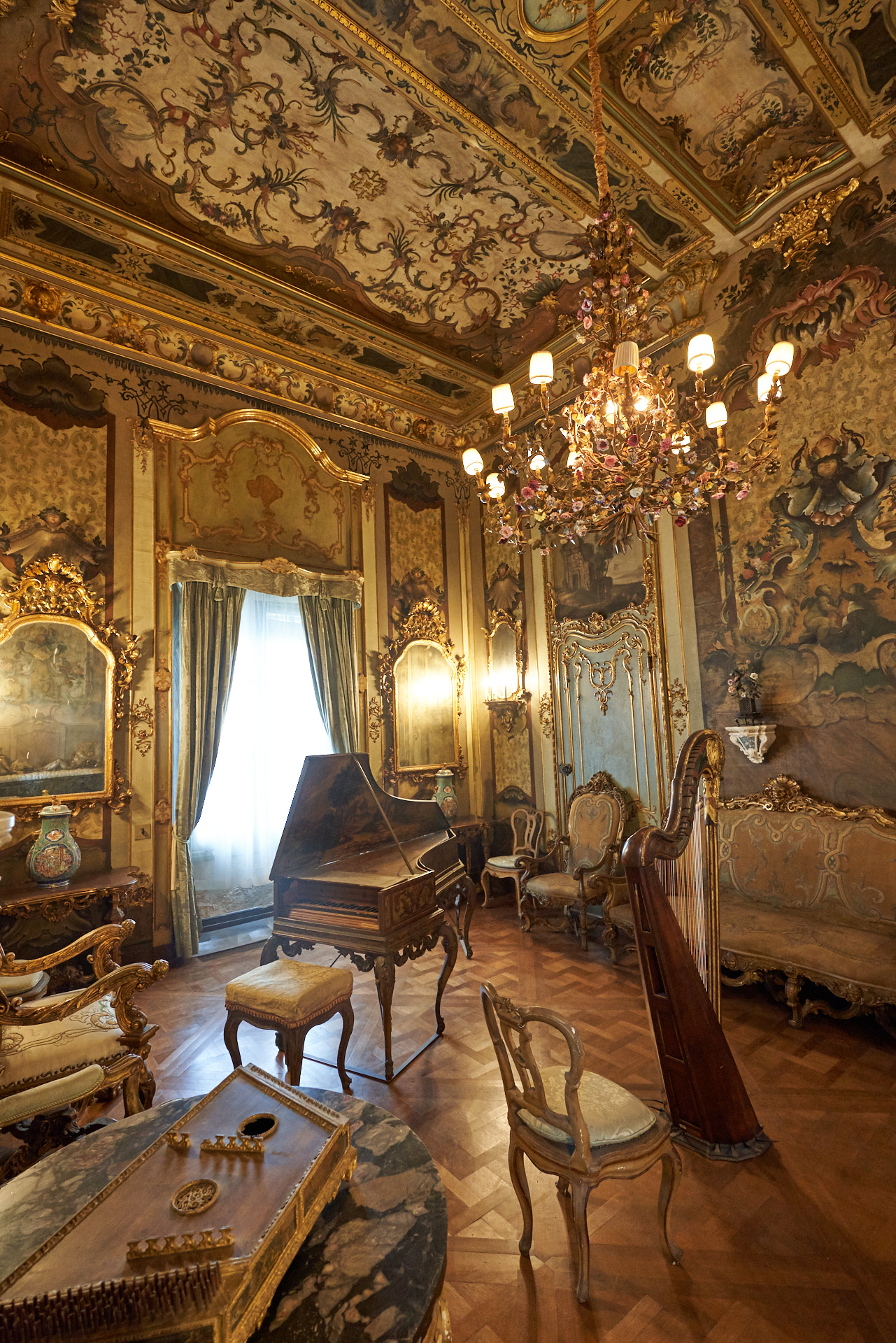
Chambre de musique
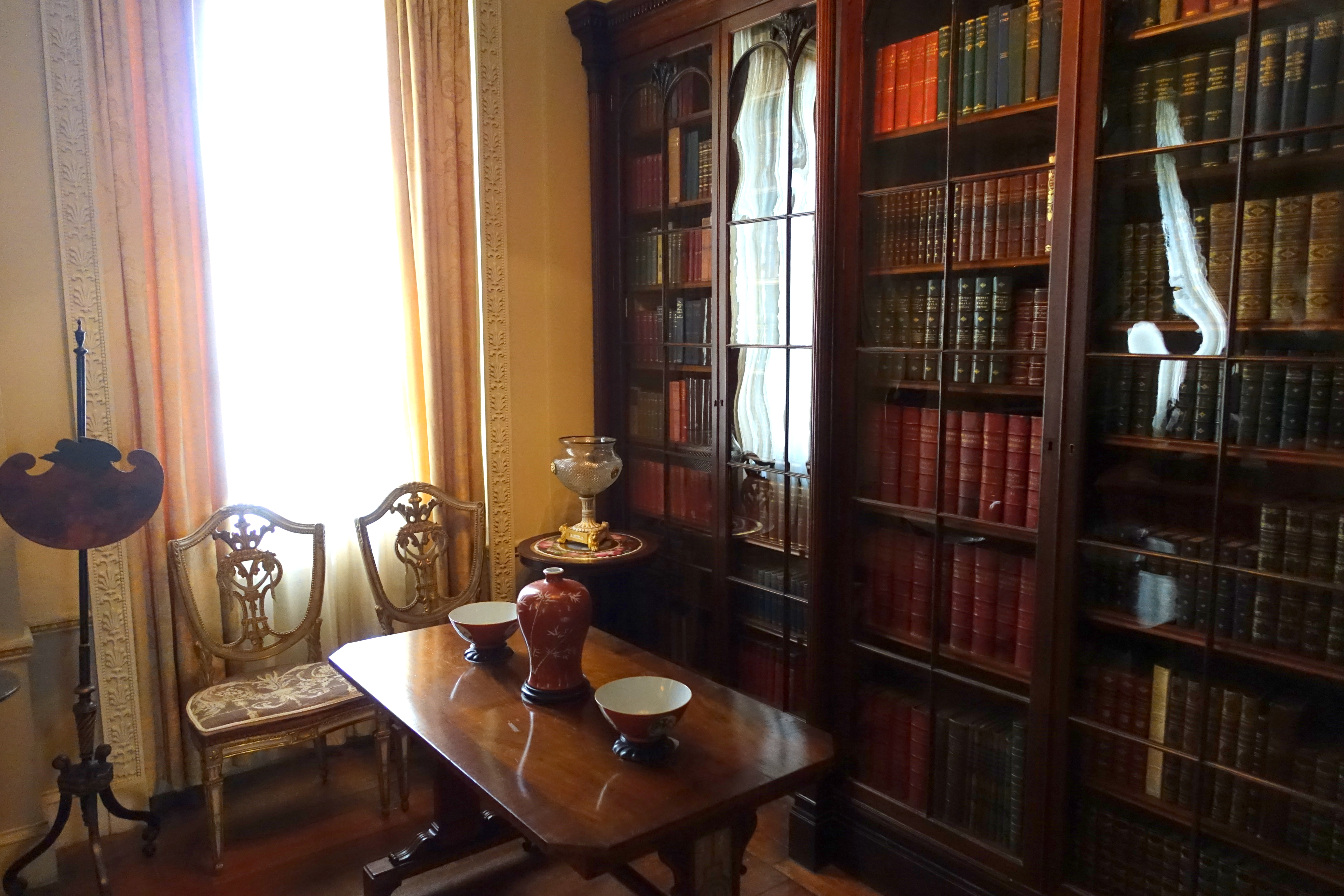
Bibliothèque
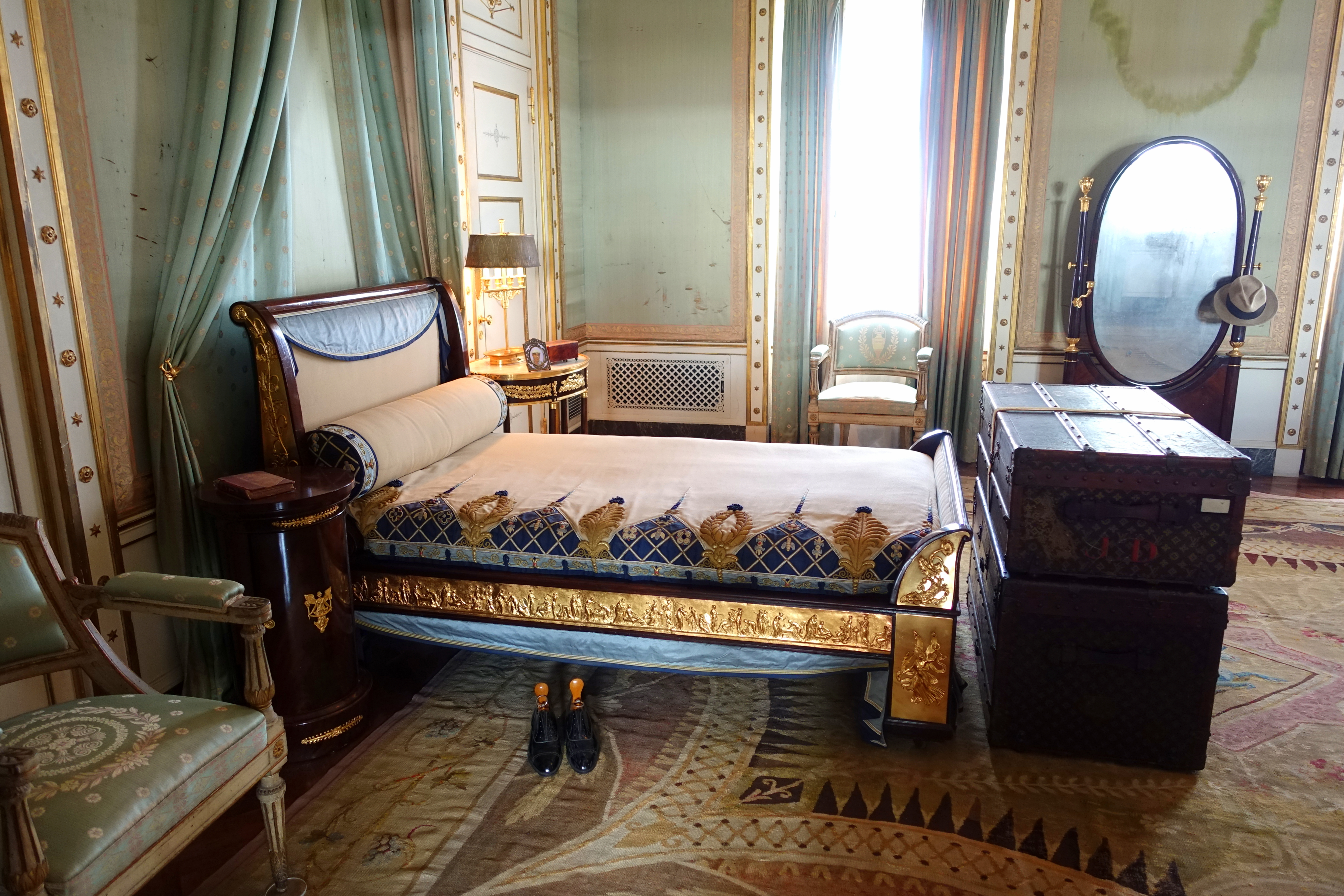
Chambre Deering
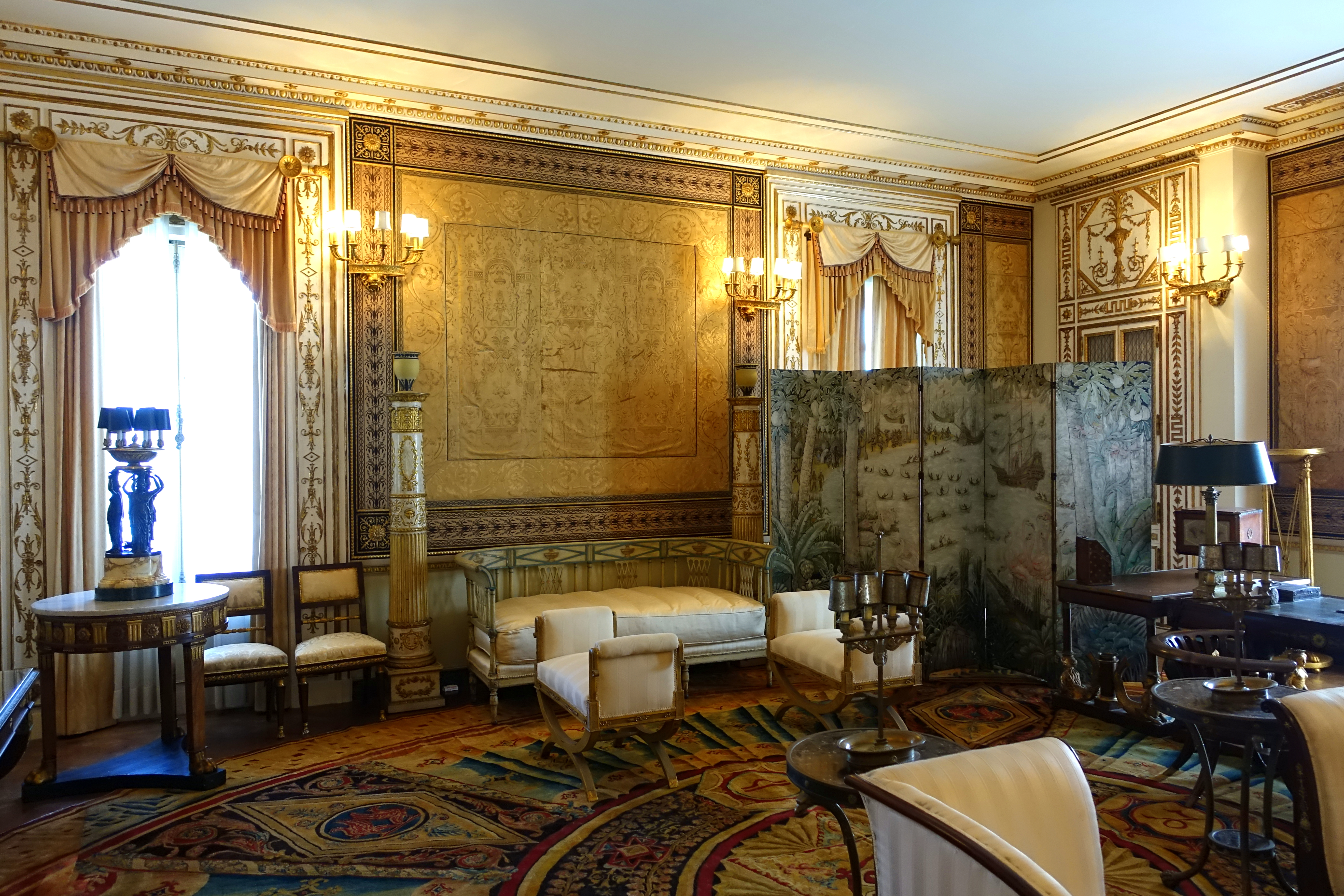
Salon privé
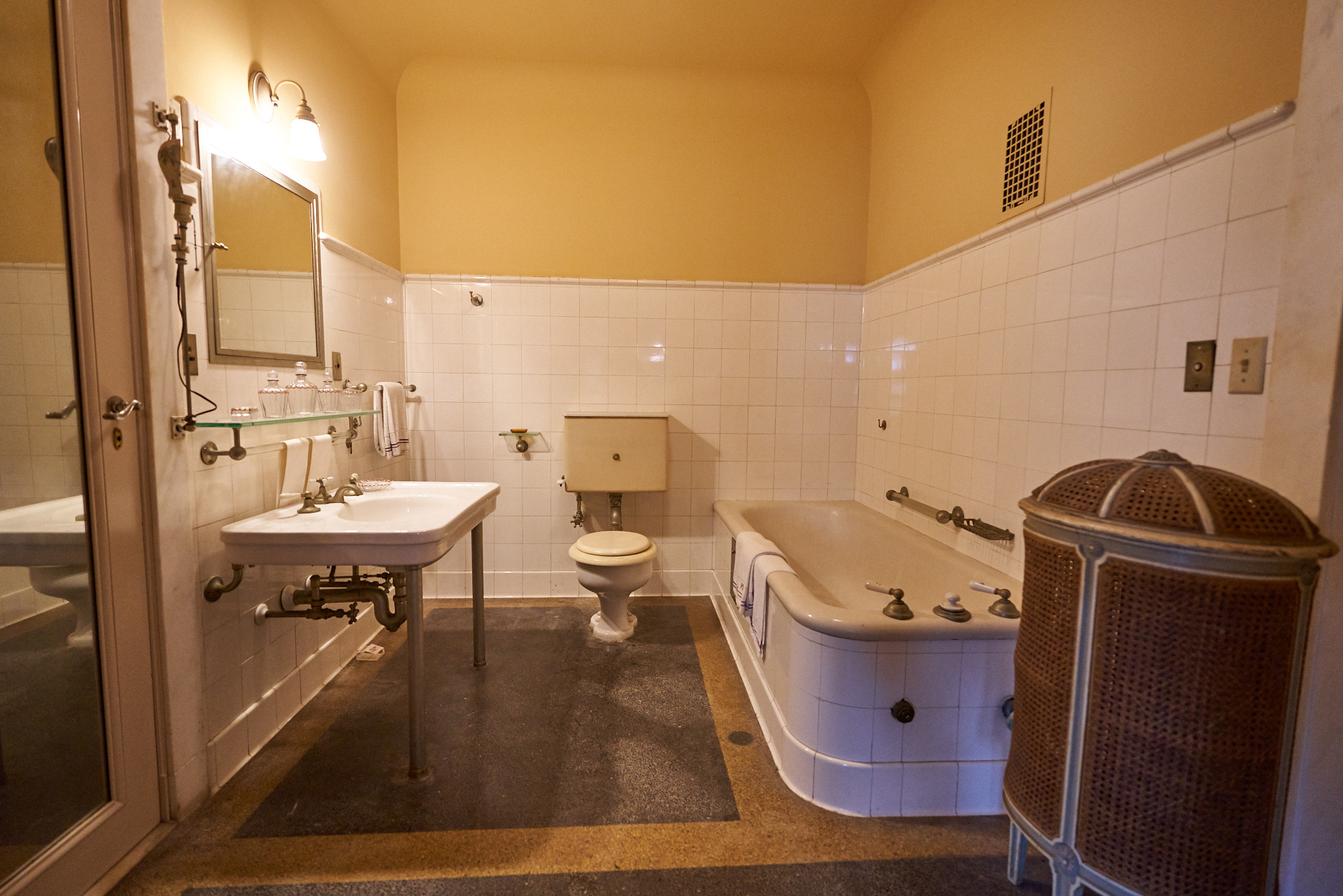
Salle de bain
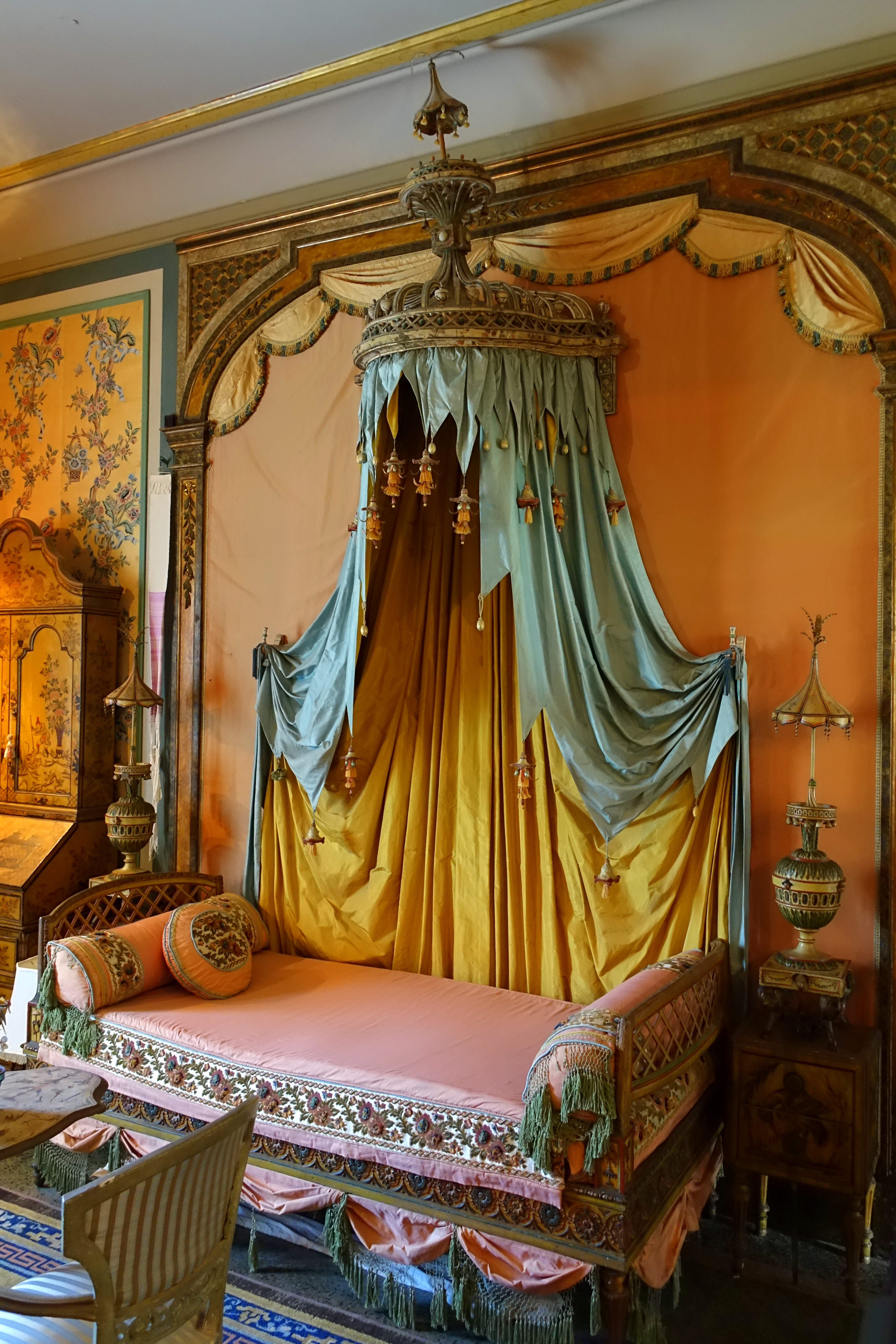
Chambre Cathay
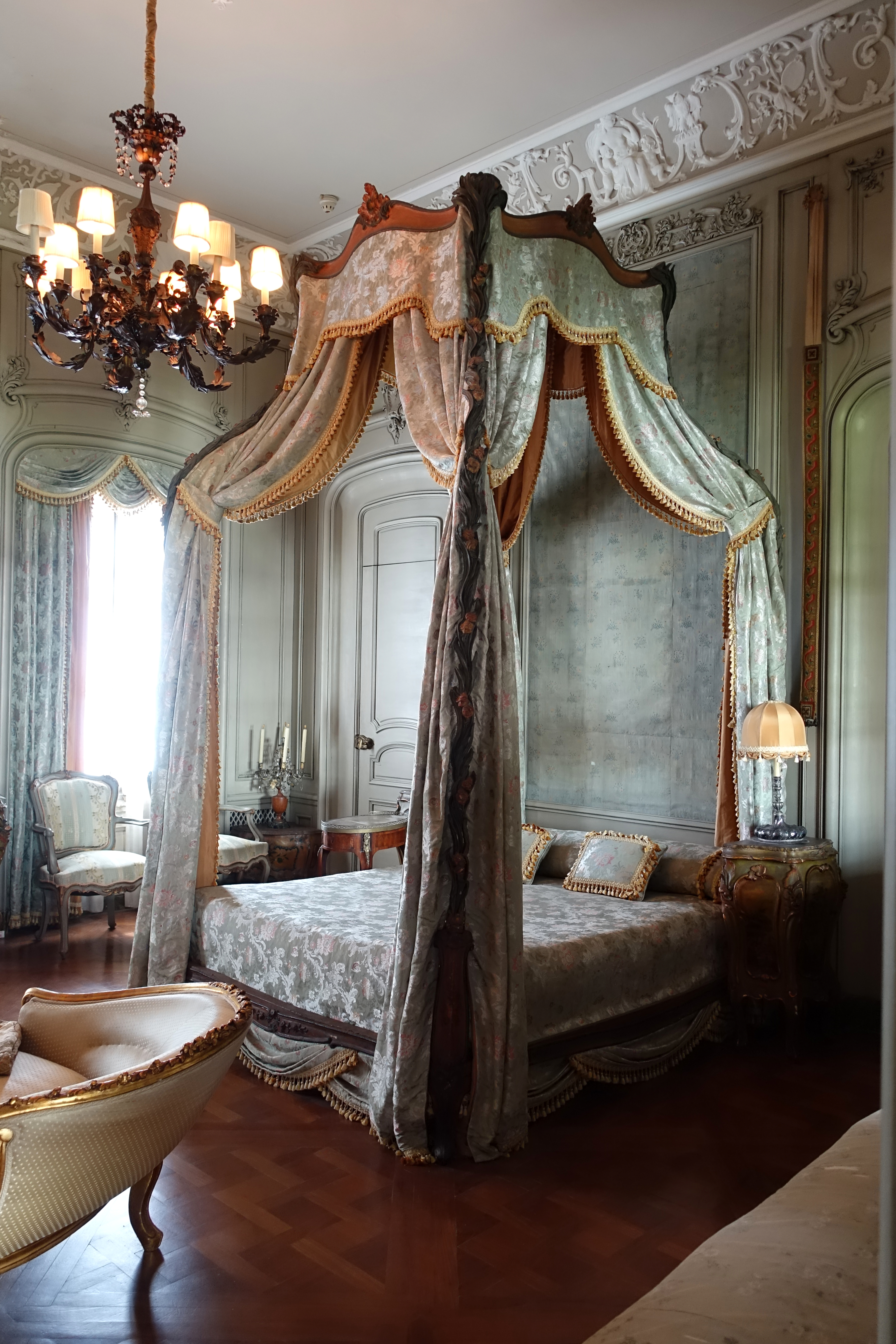
Chambre Espagnolette
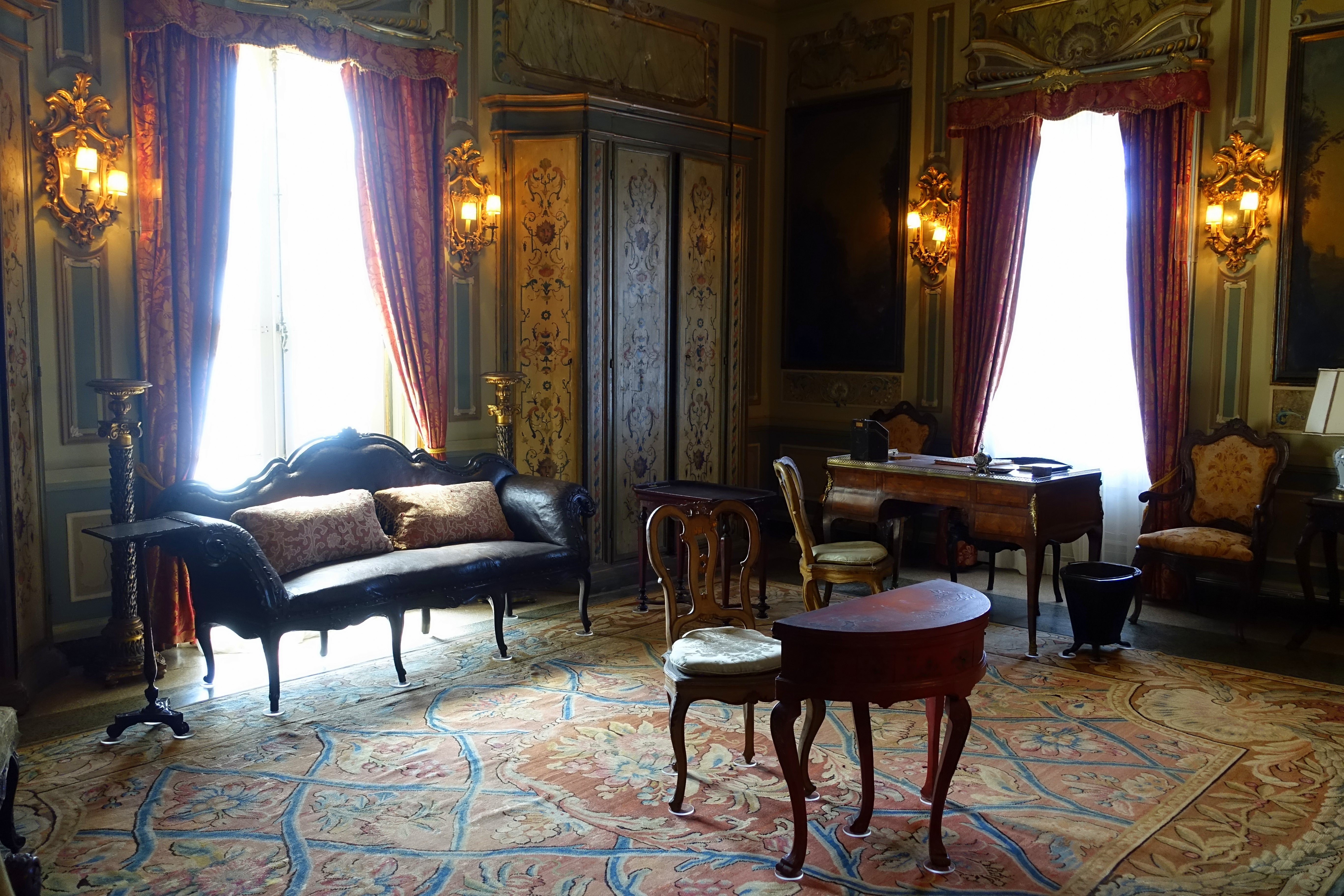
Chambre des caravelles
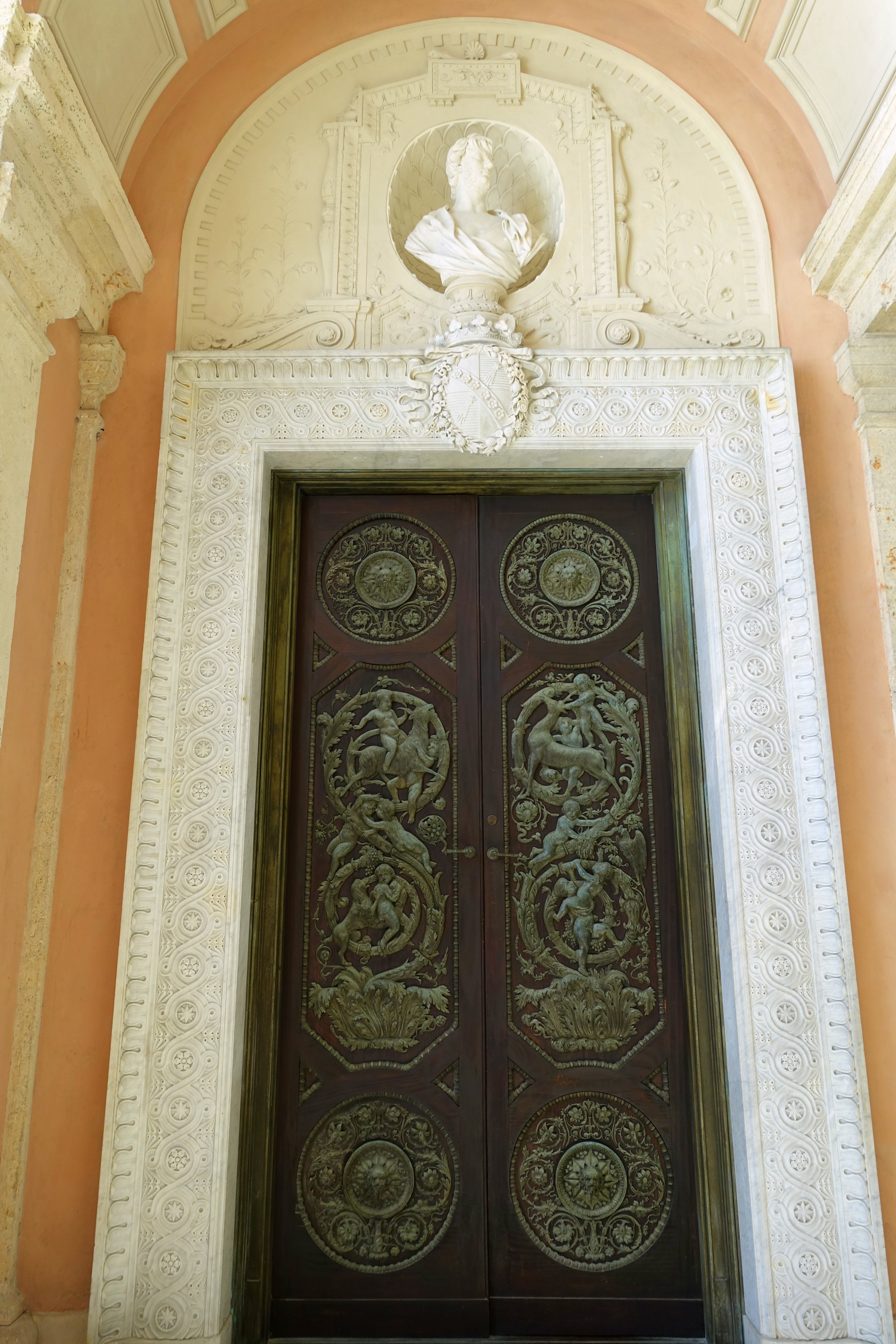
Porte importée du palais Torlonia (Rome)
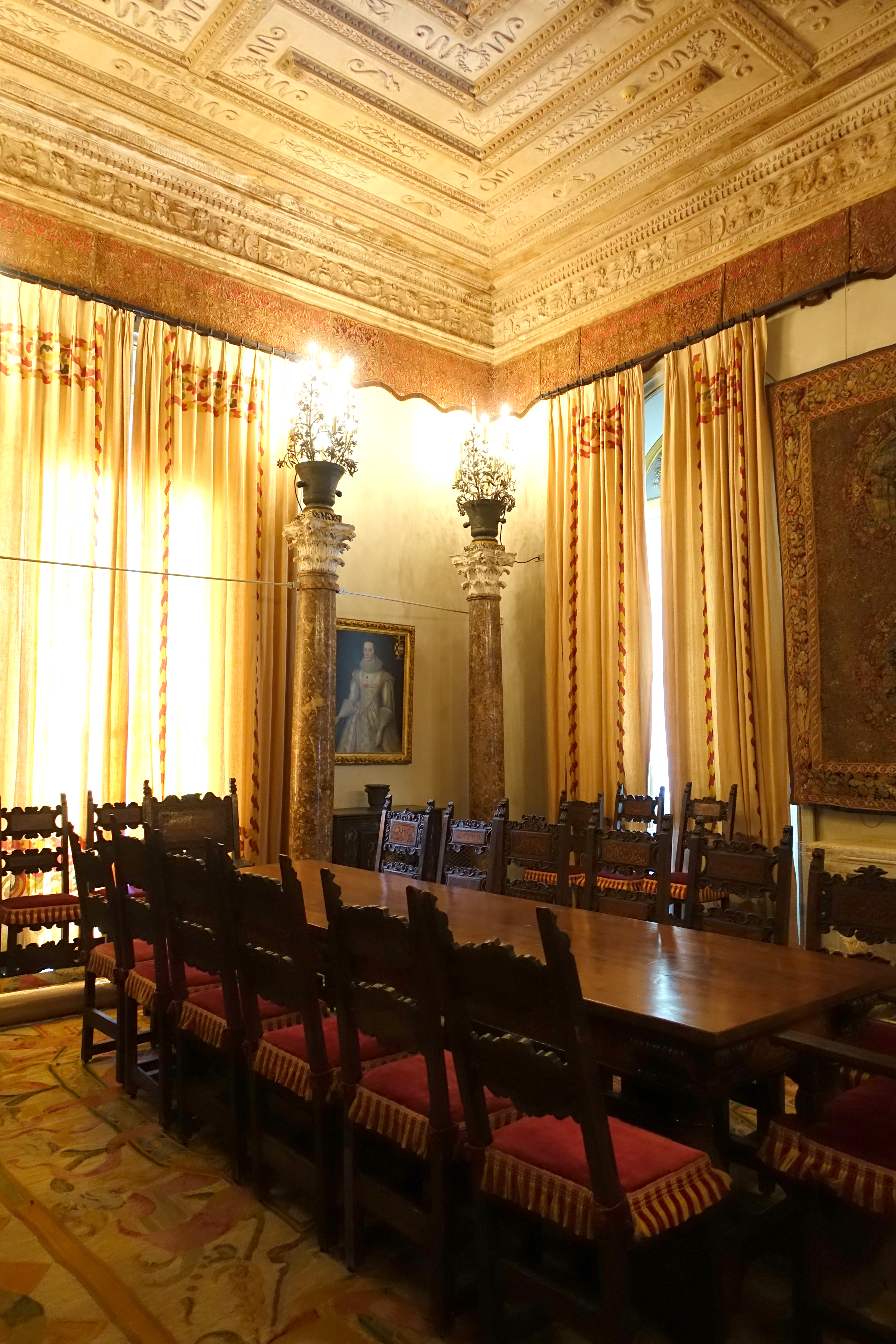
Salle à manger
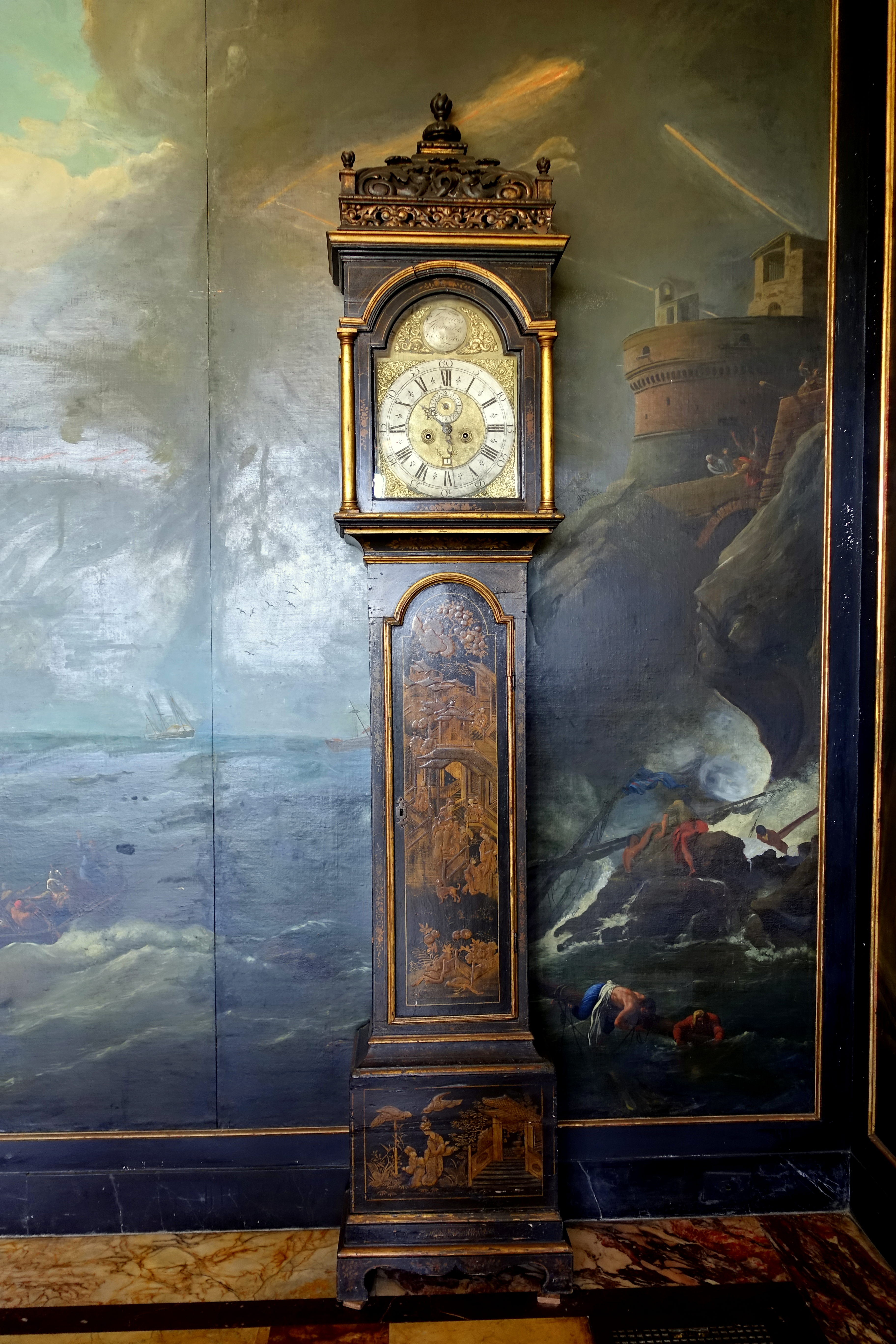
Salle du petit déjeuner, pendule
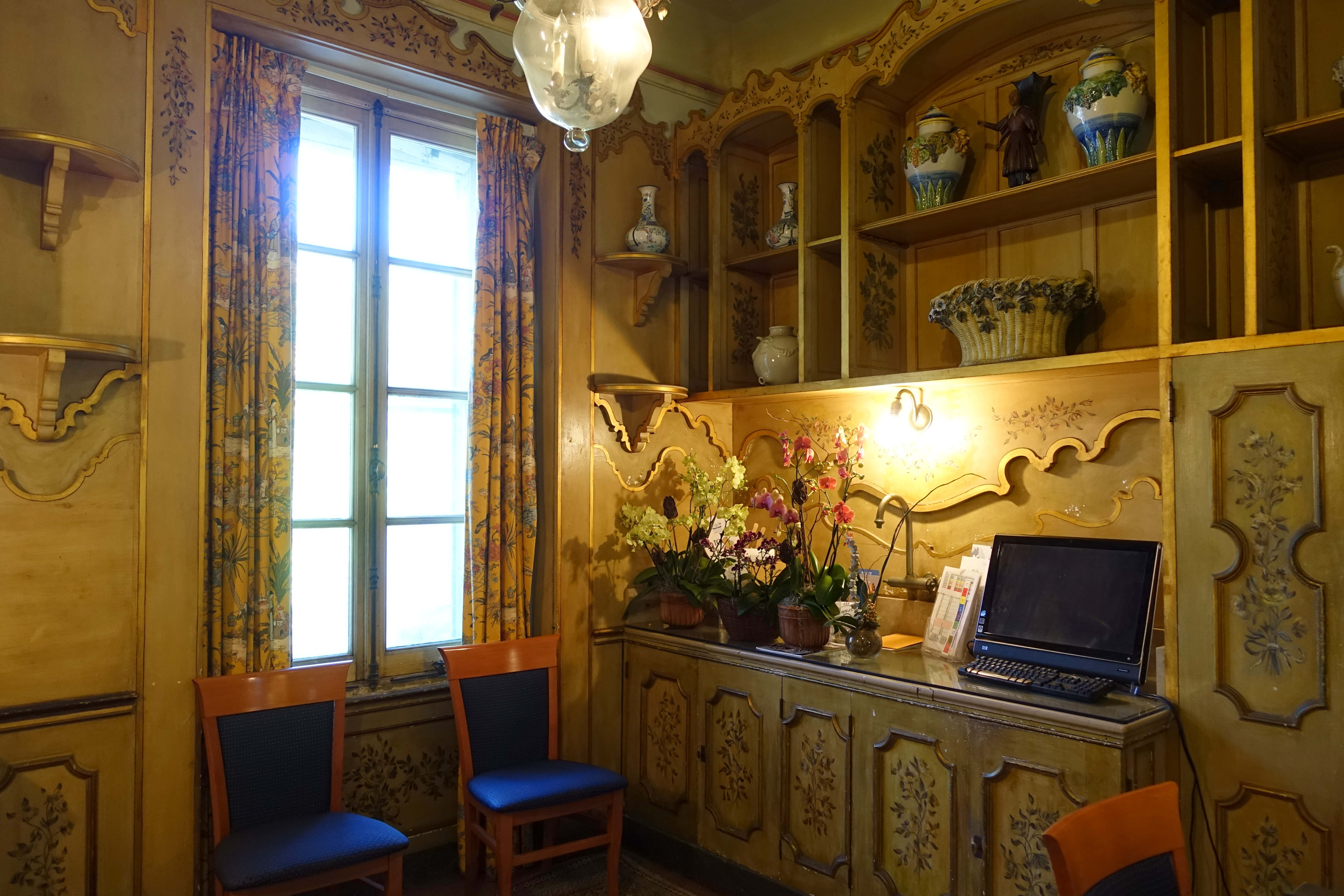
Chambre des fleurs
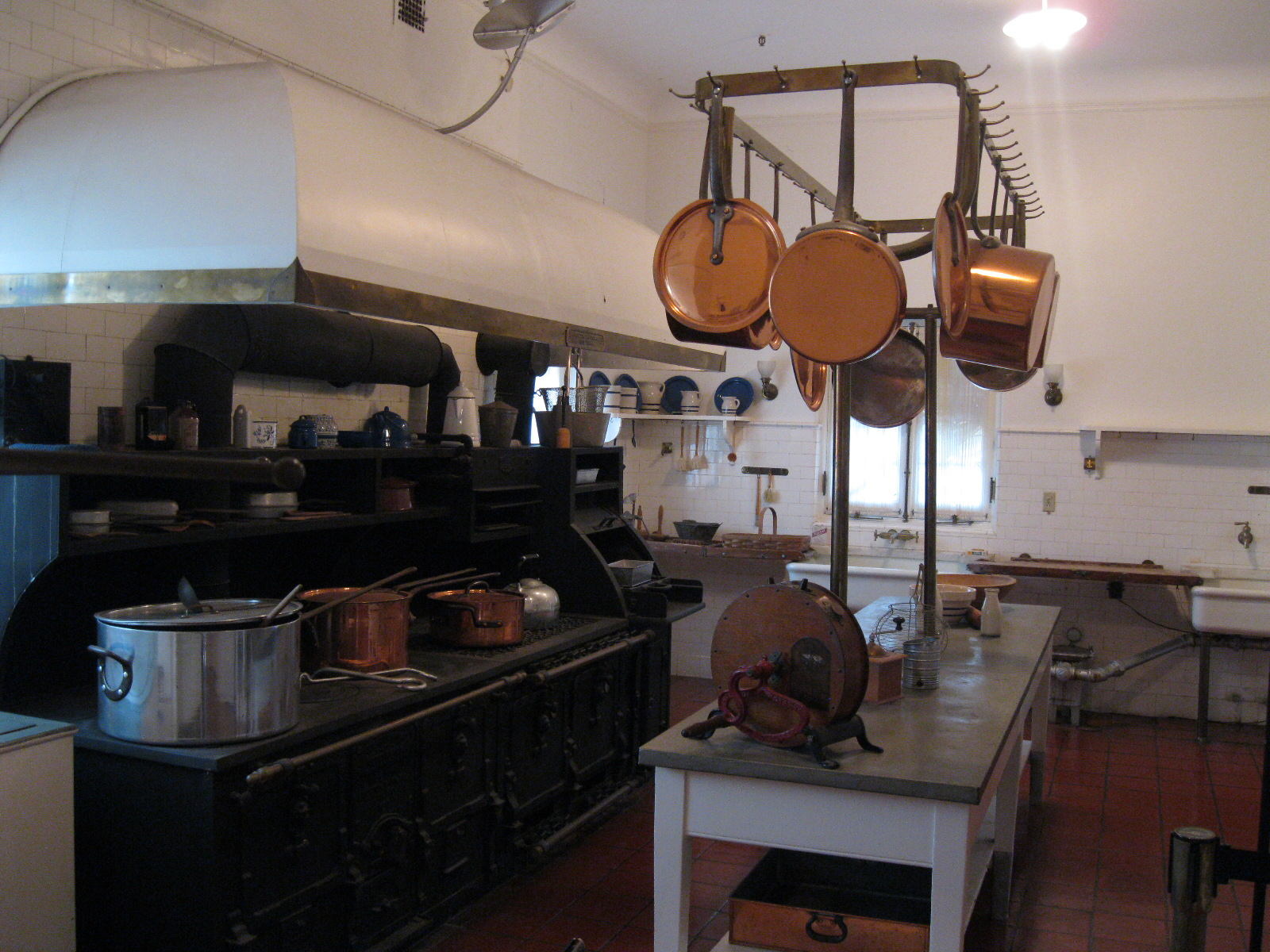
Cuisine
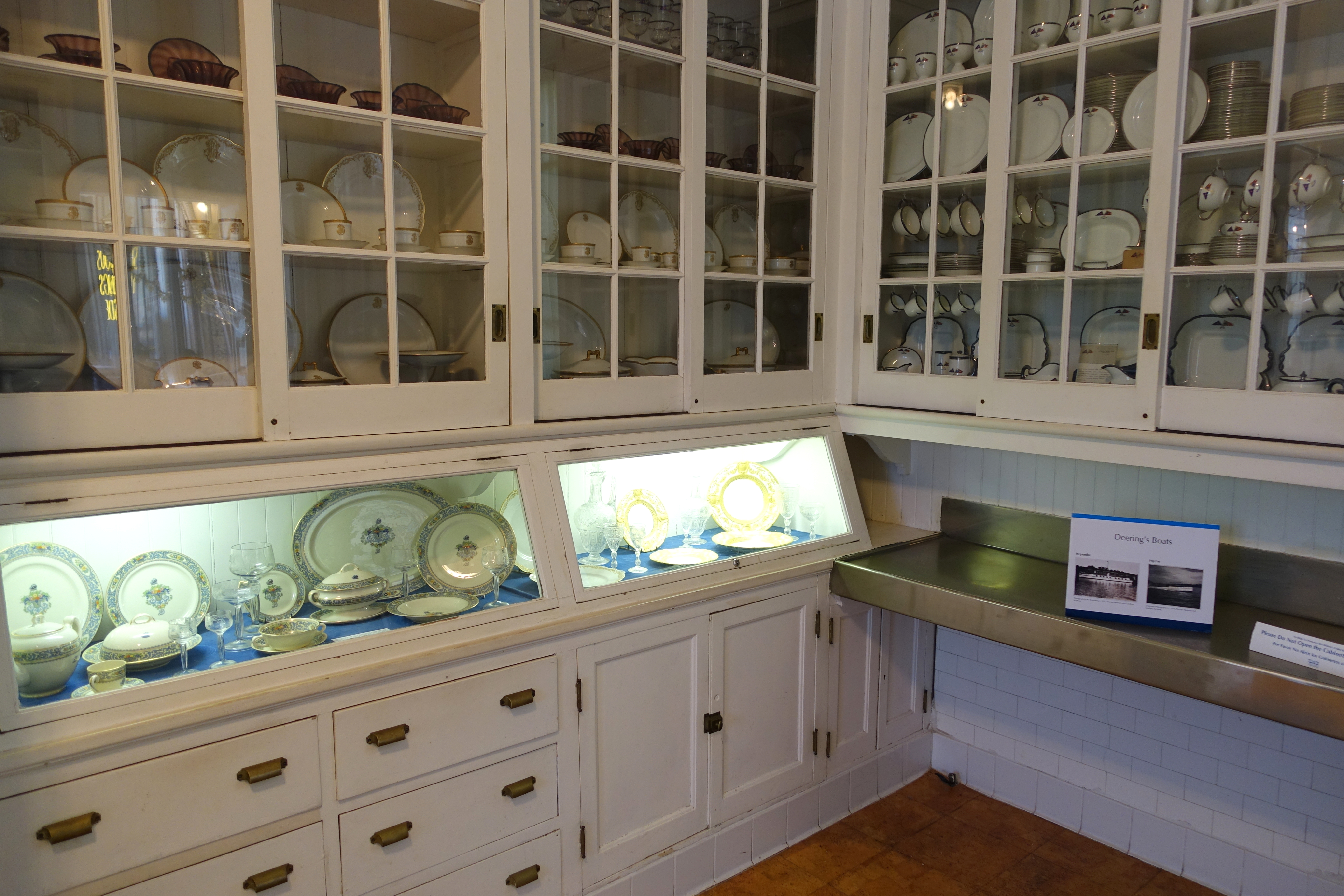
Pièce des services